# 海達邨
海達邨（英語：Hoi Tat Estate），動工初期曾經稱為「深旺邨」（英語：Sham Mong Estate），是香港房屋委員會在深水埗區的公共屋邨之一，房屋署項目編號為KL85，佔地1.8公頃，為「西北九龍填海區六號地盤」中的公營房屋建設項目。
該邨坐落於香港九龍深水埗區長沙灣深旺道，介乎連翔道與興華街西交界以東，東面為東京街西及港鐵東涌綫及屯馬綫的南昌站，邨內部份下方為廣深港高速鐵路香港段的隧道，而海榮樓西北方為隧道的通風樓。海盛樓原址曾為深水埗（東京街）巴士總站。
本屋邨由房屋署總建築師（3）負責總體設計，並由李景勳、雷煥庭建築師有限公司（ALKF）負責詳細設計，有利建築有限公司承建。海達邨全邨由4座40層高的出租公屋大樓、商場、大型巴士總站、社會福利大樓、大型分區公共圖書館及室內體育館所組成，還設有長跨度行人吊橋橫跨鐵路及公路以連接對面的海盈邨及凱樂苑，以及另一條天橋連接凱德苑。全邨於2020-2022年分三期落成。第一期海榮樓已於2020年11月5日開始入伙；第二期海華樓及海昌樓亦已於2021年4月15日開始入伙。至於最後落成的第三期海盛樓，亦已於2022年2月15日起入伙。
此邨的管理公司現為中國海外物業服務有限公司。

## 歷史
2009年6月，政府建議興建4幢樓高39至41層公共屋邨，提供約2400個住宅單位，徵詢深水埗區議會的意見。但區議員普遍認為樓宇密度太高，反對政府的建議。到2010年1月12日，政府修訂規劃，將住宅樓宇的數目由4幢減至3幢，單位數目由2400個減至2200個。但區議會拒絕政府建議，並動議當局擱置興建高密度公屋計劃。同年6月再修訂規劃，提出在通州街計劃興建政府綜合大樓。
到2013年3月，政府提出興建5幢39層高公屋的方案，提供2,798個單位，可容納8,600多人，較2010年初建議增加近600個單位。但在最終方案當中，巴士站位置的兩幢樓宇合併為一幢，提供單位數目再增加至3,323個。
2018年3月，政府宣佈將綠表置居計劃恆常化，海達邨（當時稱為深旺邨）亦曾經獲列入可考慮選址之一，但最終選址麗翠苑作為第二個綠表置居計劃屋苑。
2019年12月29日凌晨，連接海達邨與海盈邨、橫跨西九龍公路的天橋正式合攏，而合攏儀式由有利集團主席黃業強及房屋署代表主持，不少國內外橋樑專家亦有前赴觀禮。
原定海達邨一期海榮樓於2020年第一季完成，但接駁其他座別的天橋工程出現延誤，並受2019冠狀病毒病香港疫情影響而導致相關行政工作受阻。因此，海榮樓單位延至同年10月尾才獲批入伙紙並直接進行單位分派，同年11月5日起安排租戶入伙。至於第二期的海華及海昌樓，由於機電工程提早完成，入伙日期提早至2021年4月16日。
2021年8月13日下午，橫跨海盈邨至海達邨的行人天橋啟用。天橋全長約145米、闊約6米，為全港公屋中跨度最長的行人天橋。工程期間採用新技術，能夠一日夜間完成接合，減低對公路交通的影響。海達邨居民由以往步行約10分鐘，變成只需4分鐘可到達海盈邨。
2022年2月15日，隨著海盛樓開始入伙，整條屋邨亦告完工。

## 屋邨資料

### 樓宇
屋邨提供3,335個公屋單位，可容納9,600人。當中海昌樓及海盛樓將撥出262個單位，並分別列入2020及2021年度的公務員公屋配額，供合資格基層公務員入住。
| 樓宇名稱（座號） | 樓宇類型                    | 落成年份 | 樓宇層數 （住宅層數） | 每層伙數                               | 每座單位總數（伙） | 建築師                                                     | 承建商           | 採用的升降機品牌 | 期數 |
| ---------------- | --------------------------- | -------- | --------------------- | -------------------------------------- | ------------------ | ---------------------------------------------------------- | ---------------- | ---------------- | ---- |
| 海榮樓（第1座）  | 非標準設計大廈 （其他類型） | 2020年   | 40（1-39）            | 22（1-36樓） 不設7、8號單位（37-39樓） | 852                | 房屋署總建築師（3）、 李景勳、雷煥庭建築師有限公司（ALKF） | 有利建築有限公司 | 東芝             | 1    |
| 海華樓（第2座）  | 非標準設計大廈 （其他類型） | 2021年   | 40（1-39）            | 20（1-39樓）                           | 780                | 房屋署總建築師（3）、 李景勳、雷煥庭建築師有限公司（ALKF） | 有利建築有限公司 | 東芝             | 2    |
| 海昌樓（第3座）  | 非標準設計大廈 （Y型）      | 2021年   | 40（1-39）            | 17（1-39樓）                           | 663                | 房屋署總建築師（3）、 李景勳、雷煥庭建築師有限公司（ALKF） | 有利建築有限公司 | 東芝             | 2    |
| 海盛樓（第4座）  | 非標準設計大廈 （L型）      | 2022年   | 41（1-40）            | 26（1-40樓）                           | 1040               | 房屋署總建築師（3）、 李景勳、雷煥庭建築師有限公司（ALKF） | 有利建築有限公司 | 東芝             | 3    |

### 商場
分別位於第二期地下及一樓，以及第三期一樓（公共交通交匯處之上），其中第二期向深旺道的地舖早於2021年尾已有店舖開業，而第二期一樓、地下街市及超市亦已分別於2022年1月開業。一樓商場（位於第三期）設天橋連接V Walk商場。

## 屋邨設施
- 深水埗康樂文化大樓[9]

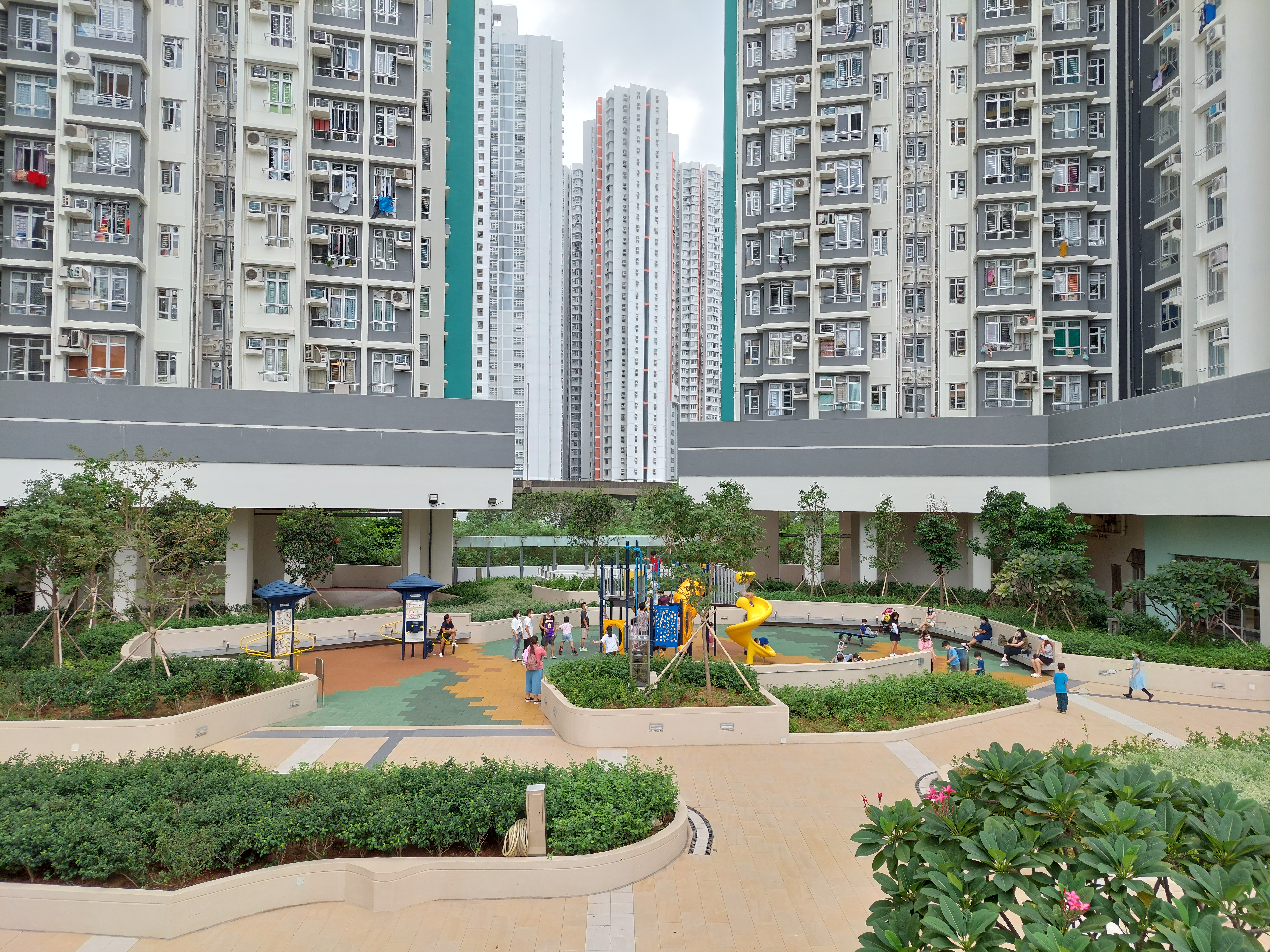
平台花園及遊樂場

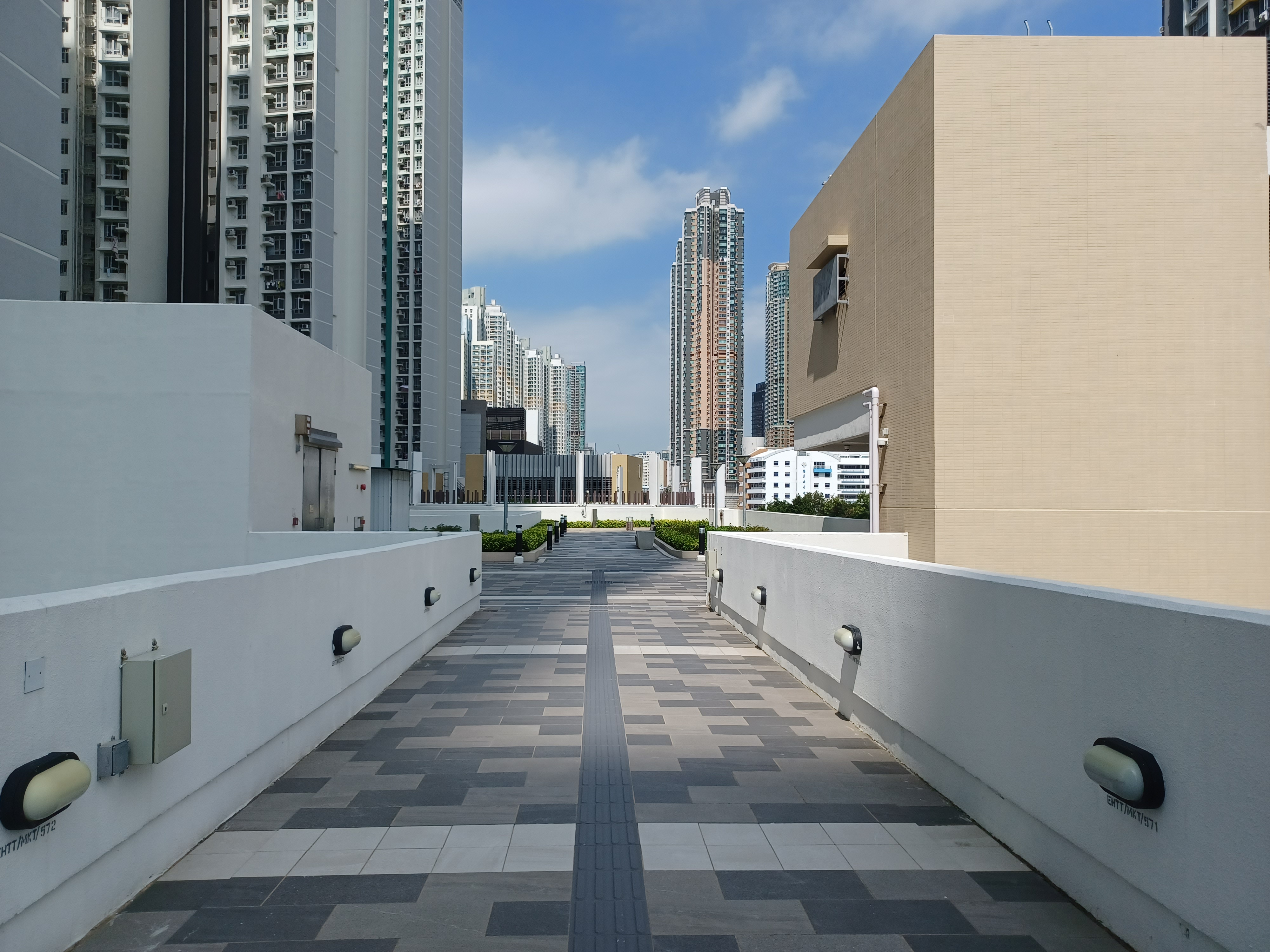
平台

  - 深水埗公共圖書館及香港中央圖書館備用書庫暨特別展覽館（設天橋連接海盈邨及凱樂苑）
  - 深水埗體育館
  - 大型有蓋巴士總站（重置深水埗（東京街西）巴士總站，位於海盛樓基座地下，即原來的深水埗（東京街西）巴士總站位置）
- 深水埗行人天橋系統
- 海達邨服務設施大樓
- 佳寶幼稚園（南昌分校）（海榮樓地下）[10]
- 停車場
- 街市（由房屋署外判予整體街市承租商營運及管理，位於海華樓及海昌樓平台下方；平台並設天橋連接凱德苑及V Walk），原為好眼光營運的Marketin海達在西九，於2024年6月30日撒場，經房署委任屋苑管理公司短暫管理後，2024年10月1日由光亮實業接手營運
- 商舖（主要設於海盛樓基座）

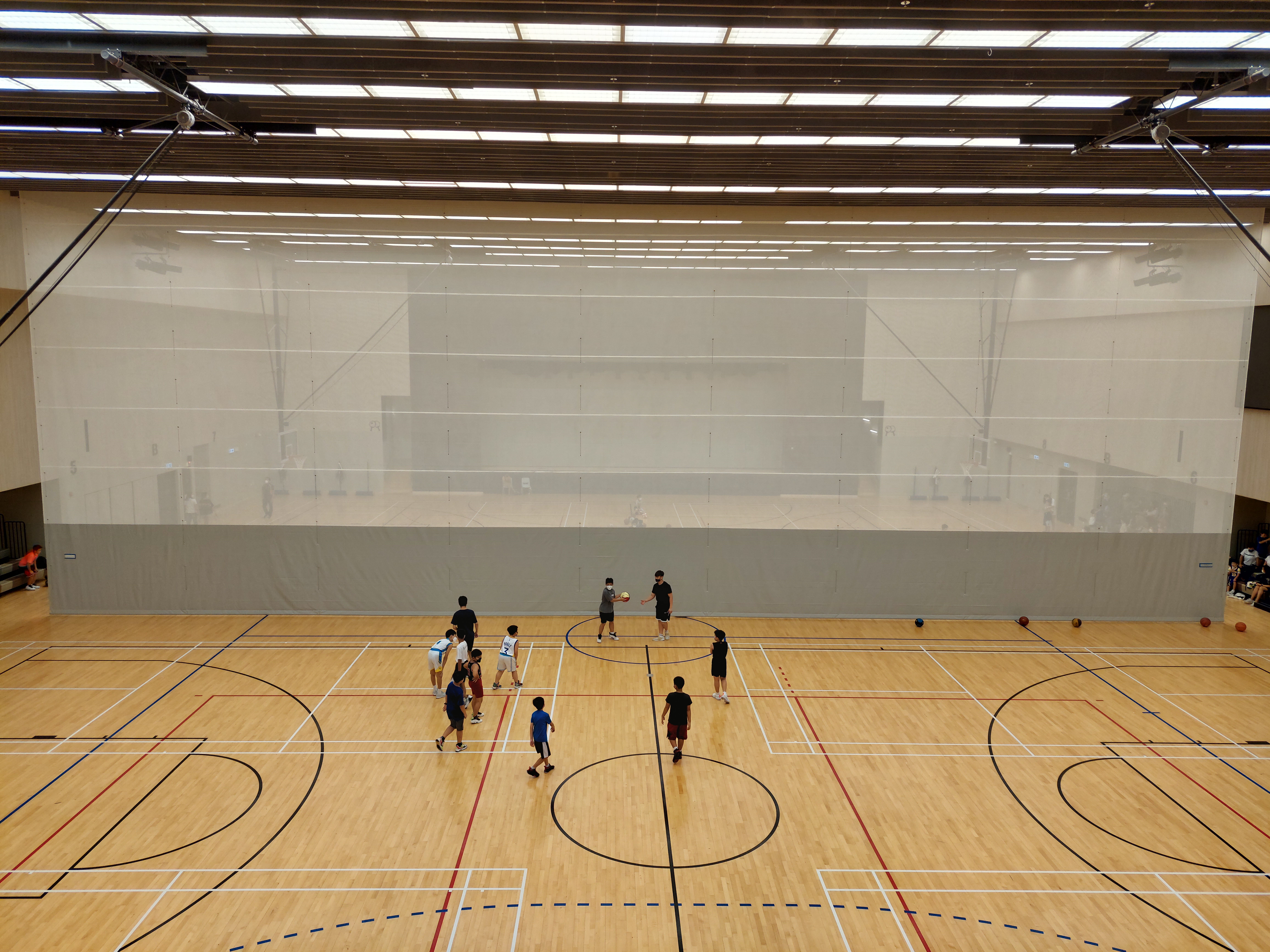
深水埗體育館主場館
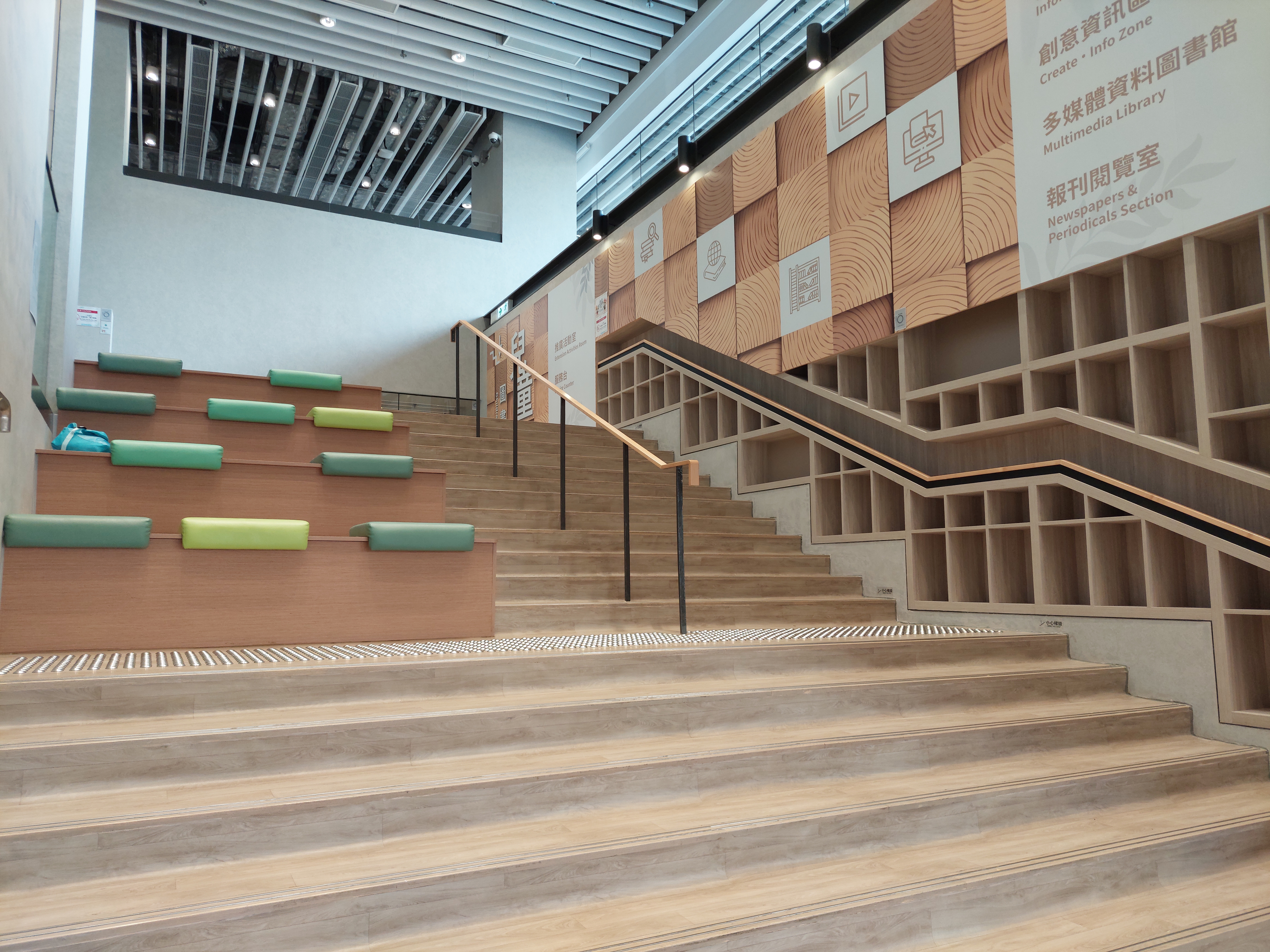
深水埗公共圖書館，圖為連接地下至1樓的標誌性樓梯
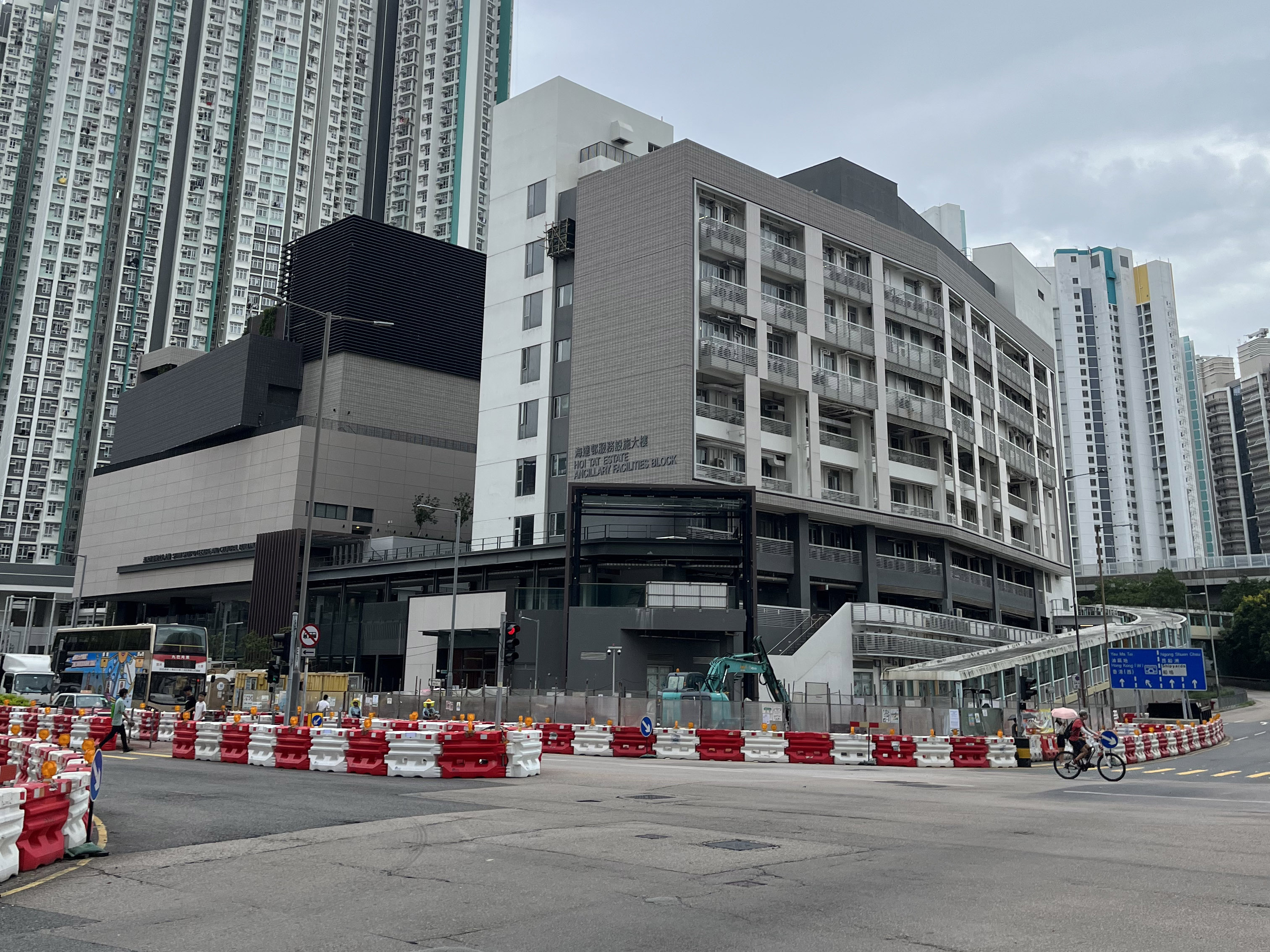
海達邨服務設施大樓
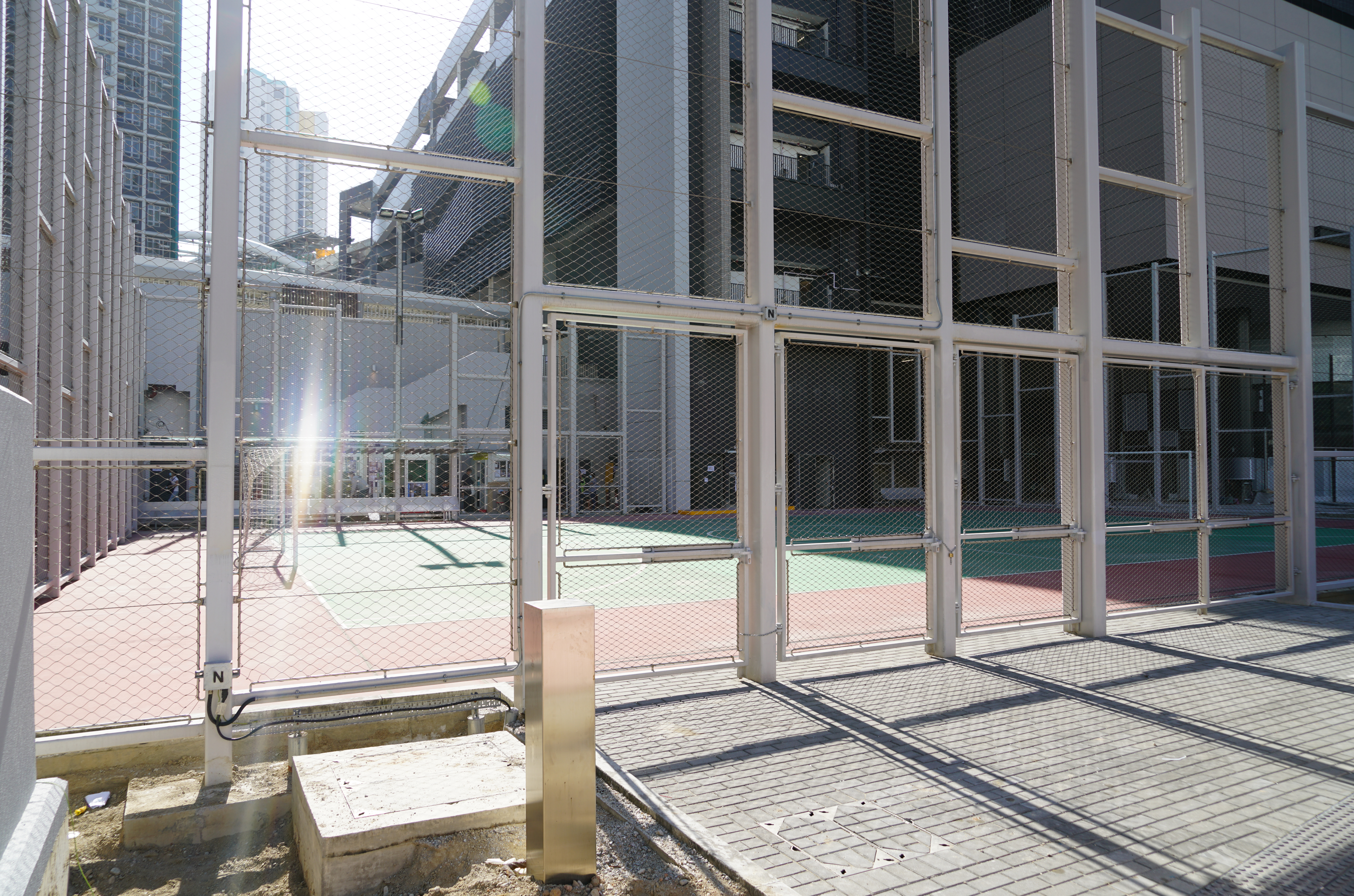
深旺道遊樂場（小型足球場），由於靠近馬路，圍欄較高以減少足球被踢出場外的機會
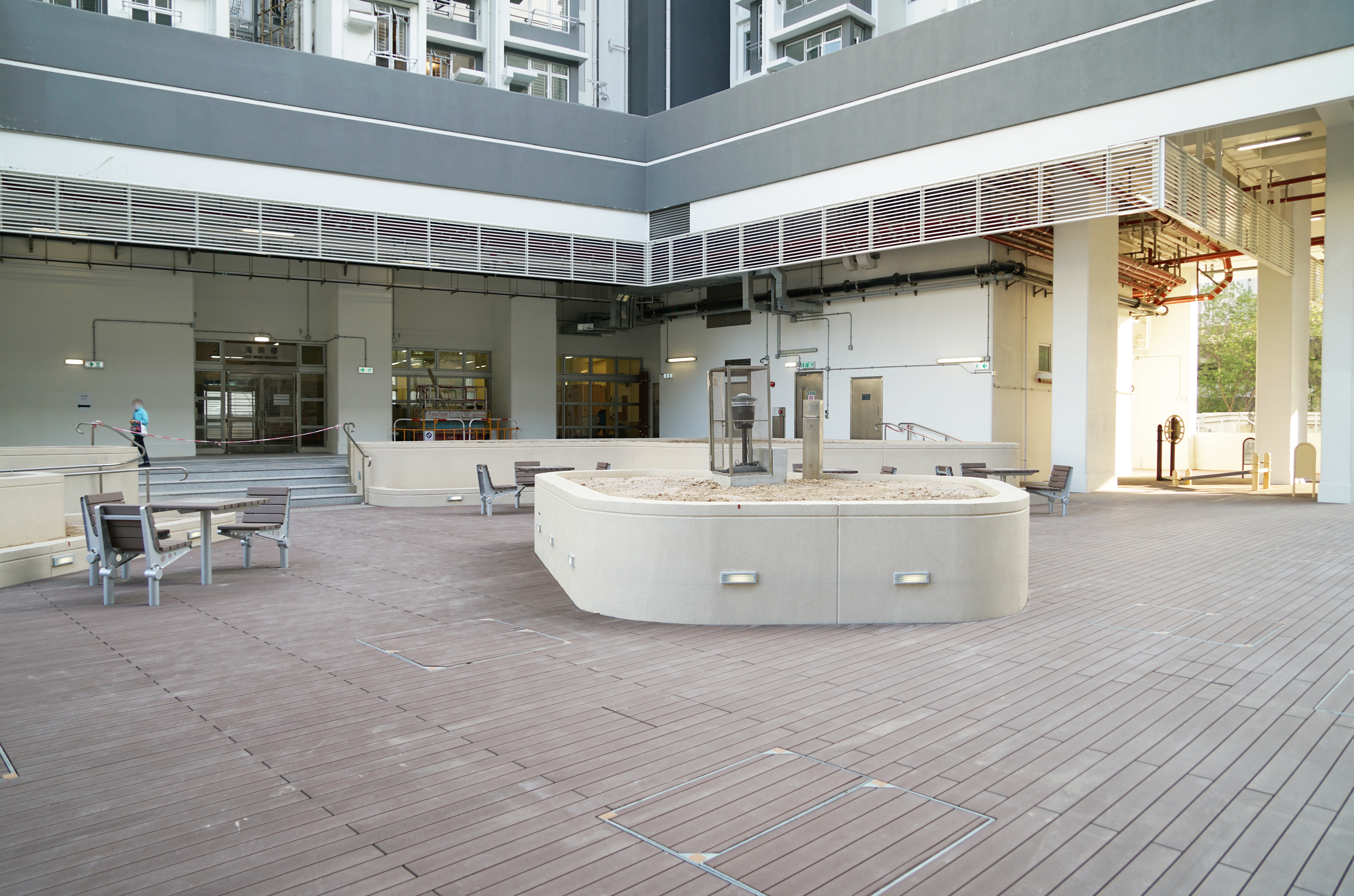
鄰近海榮樓的棋桌
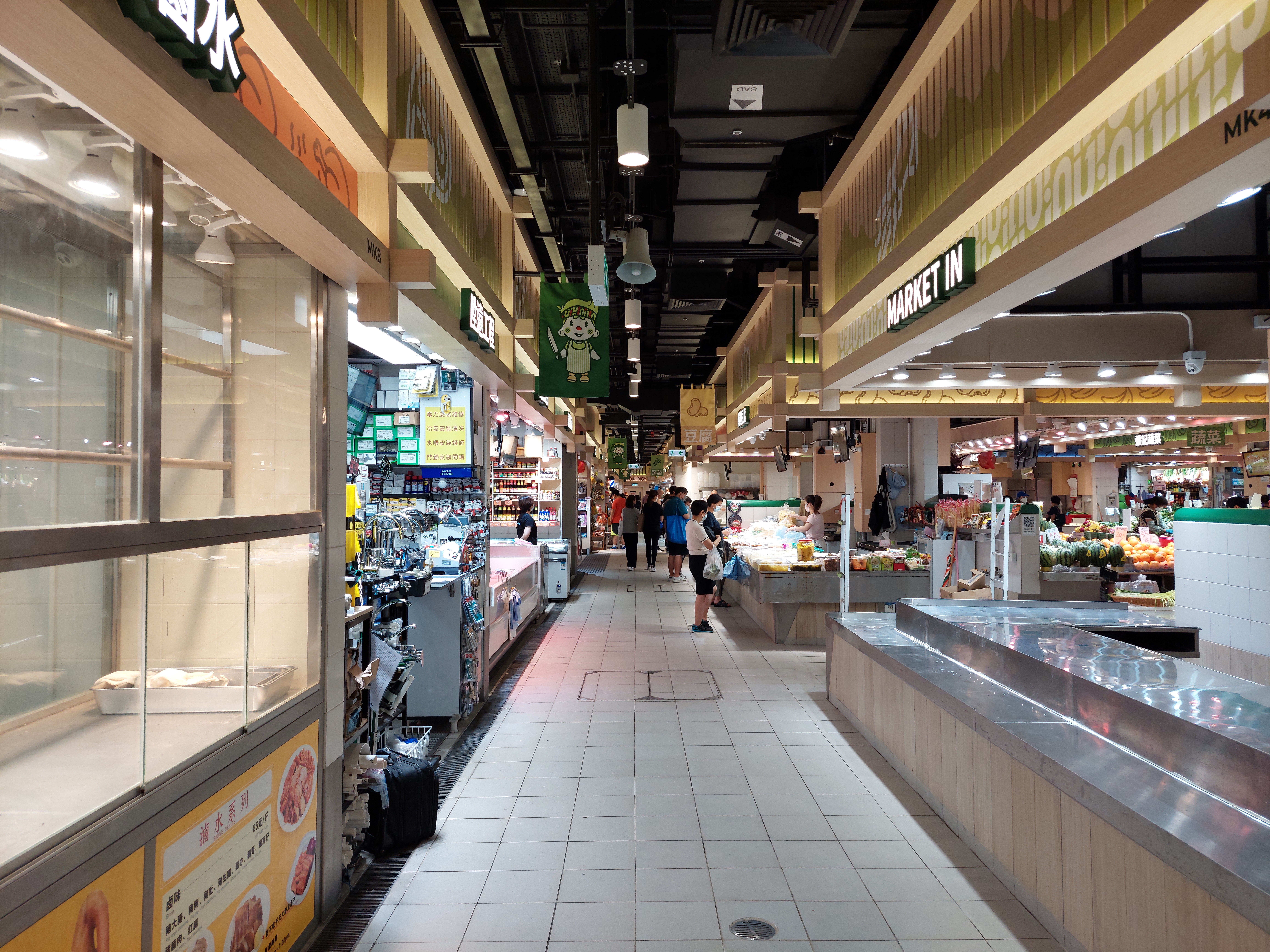
街市
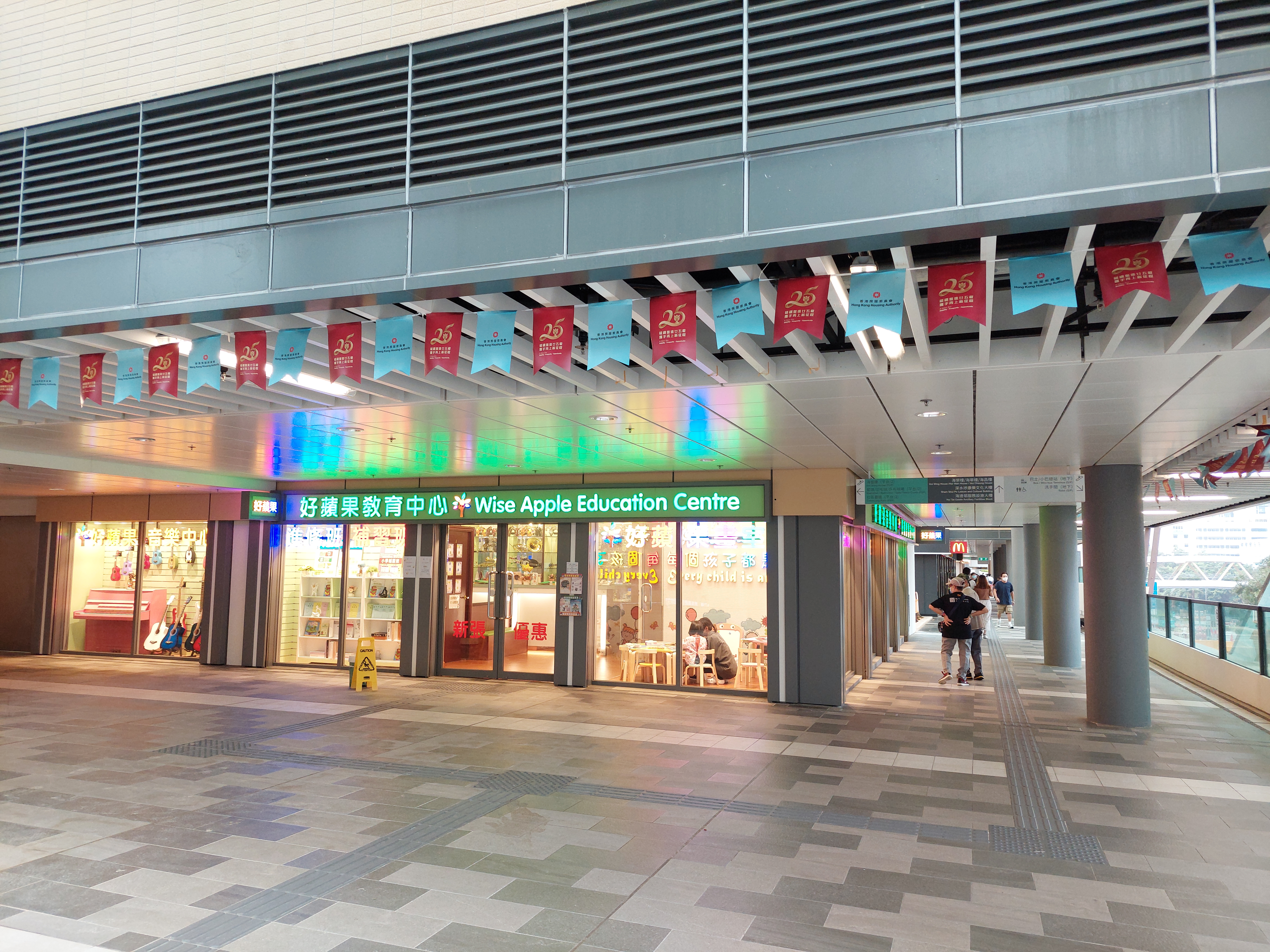
商舖
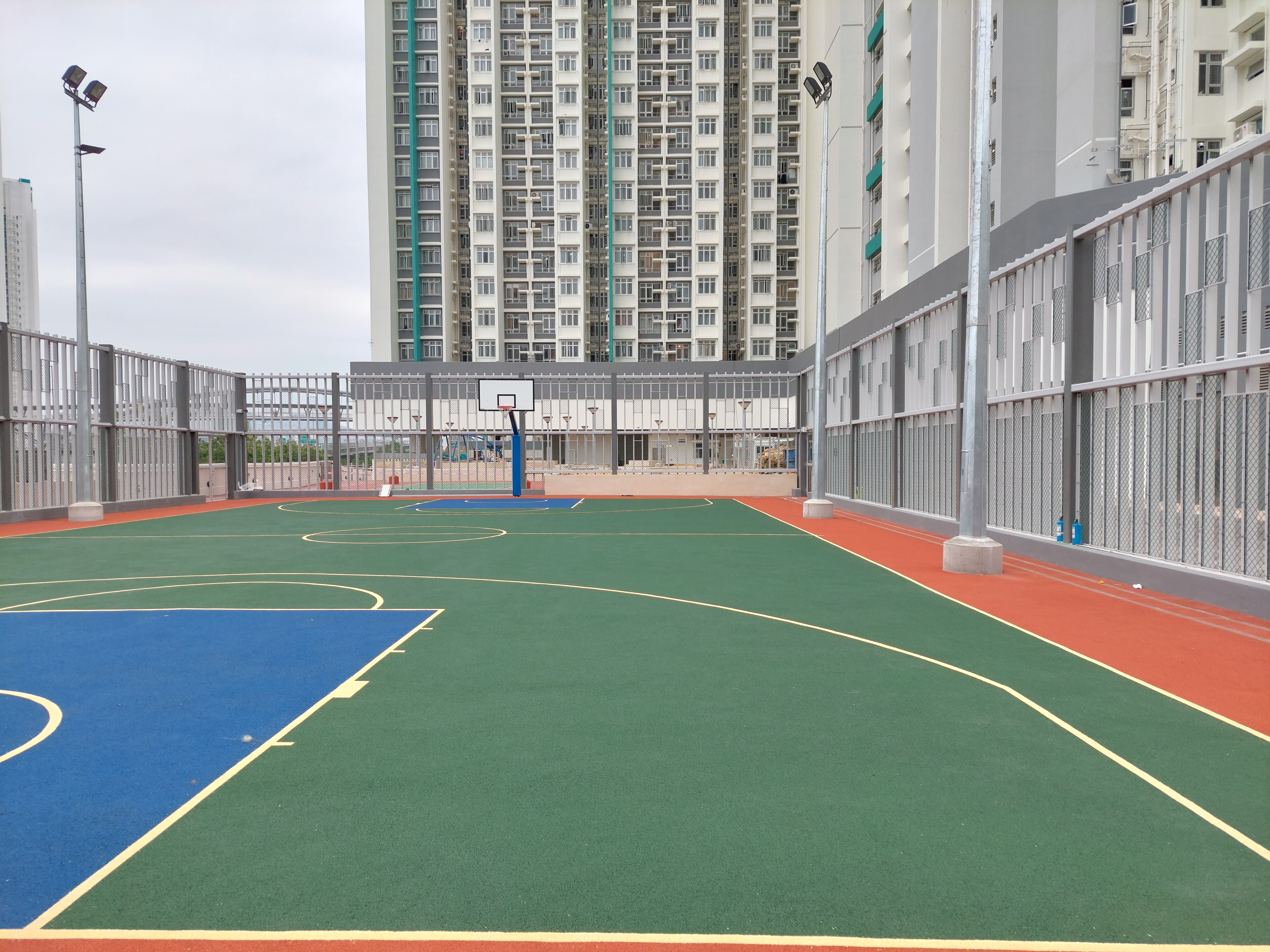
籃球場
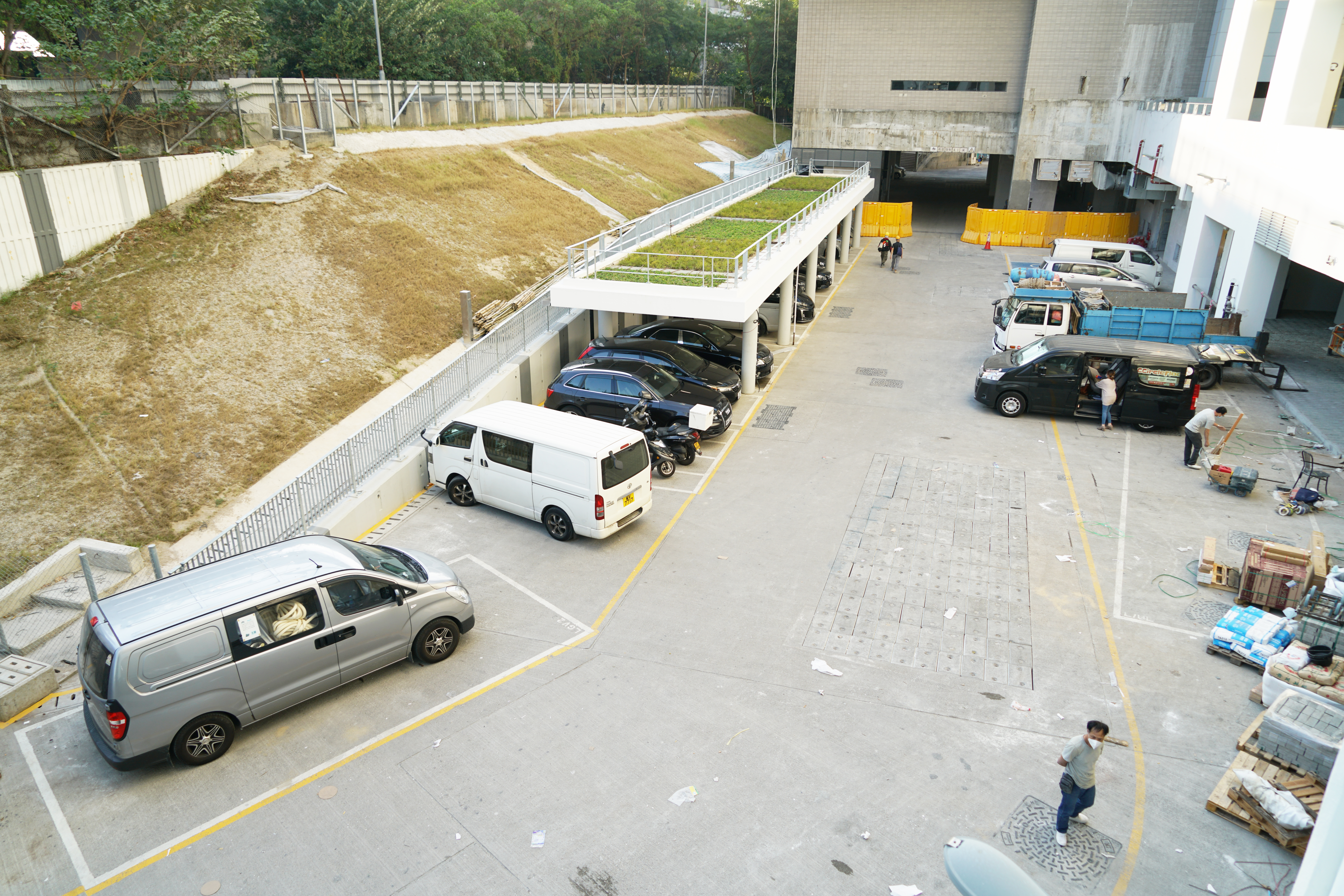
停車場
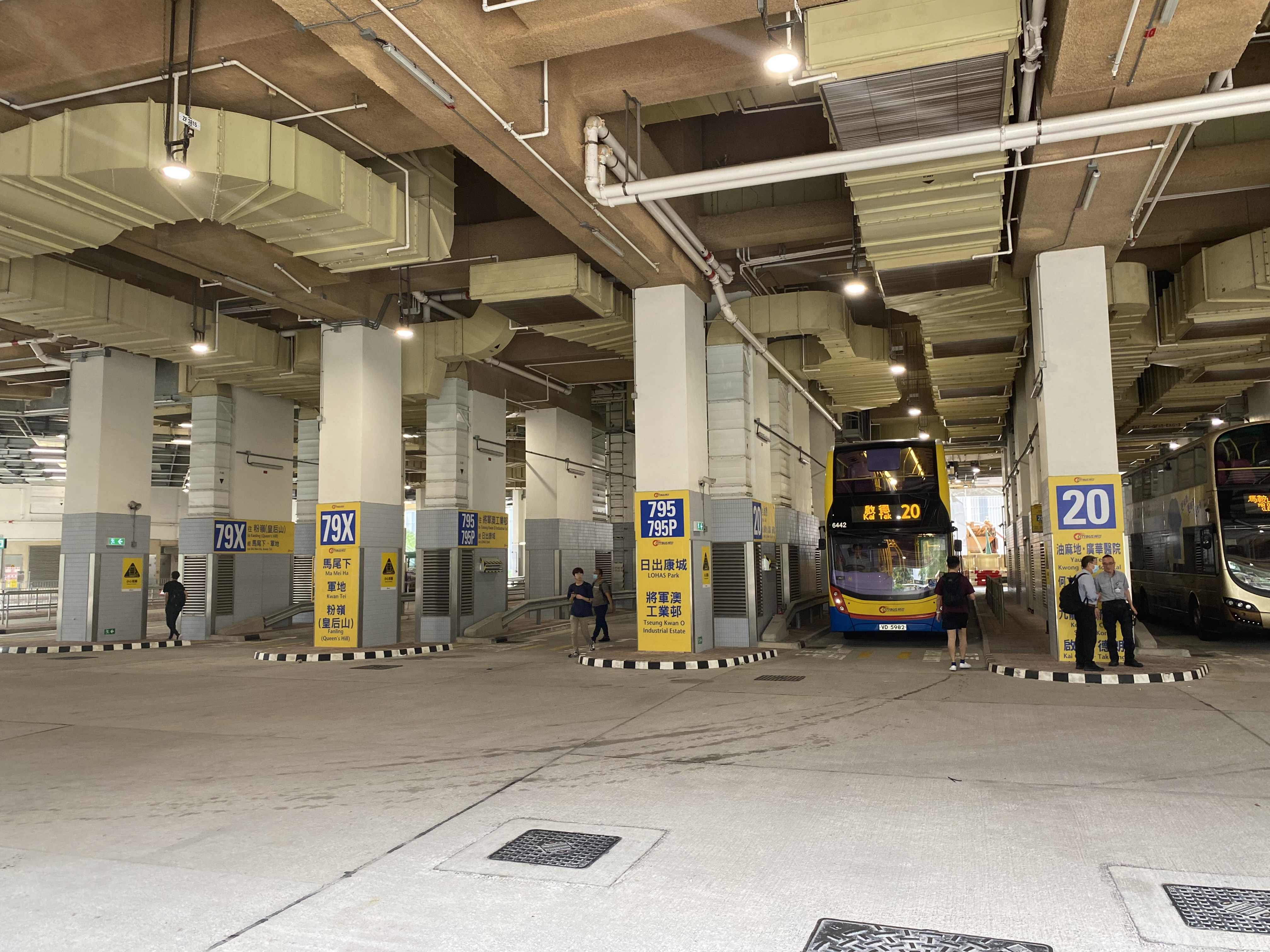
啟用當日的巴士總站，2023年4月

## 交通
海達邨連接深水埗行人天橋系統，透過天橋系統經V Walk商場連接東涌綫和屯馬綫的南昌站。此外，海盛樓樓下亦將設有大型公共交通交匯處，而邨外的深旺道亦有多綫巴士小巴途經。

## 興建期間的圖片庫

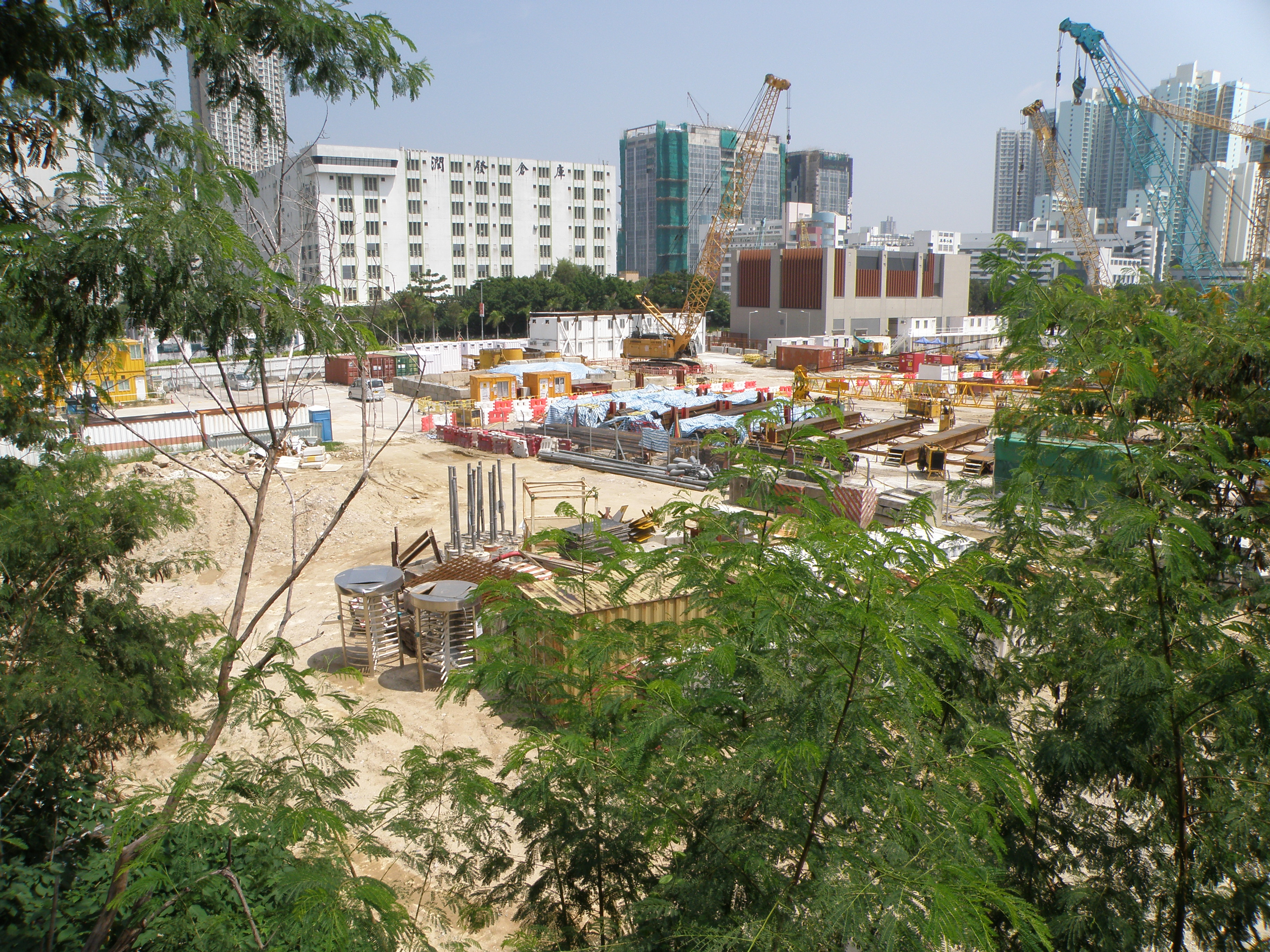
2015年9月
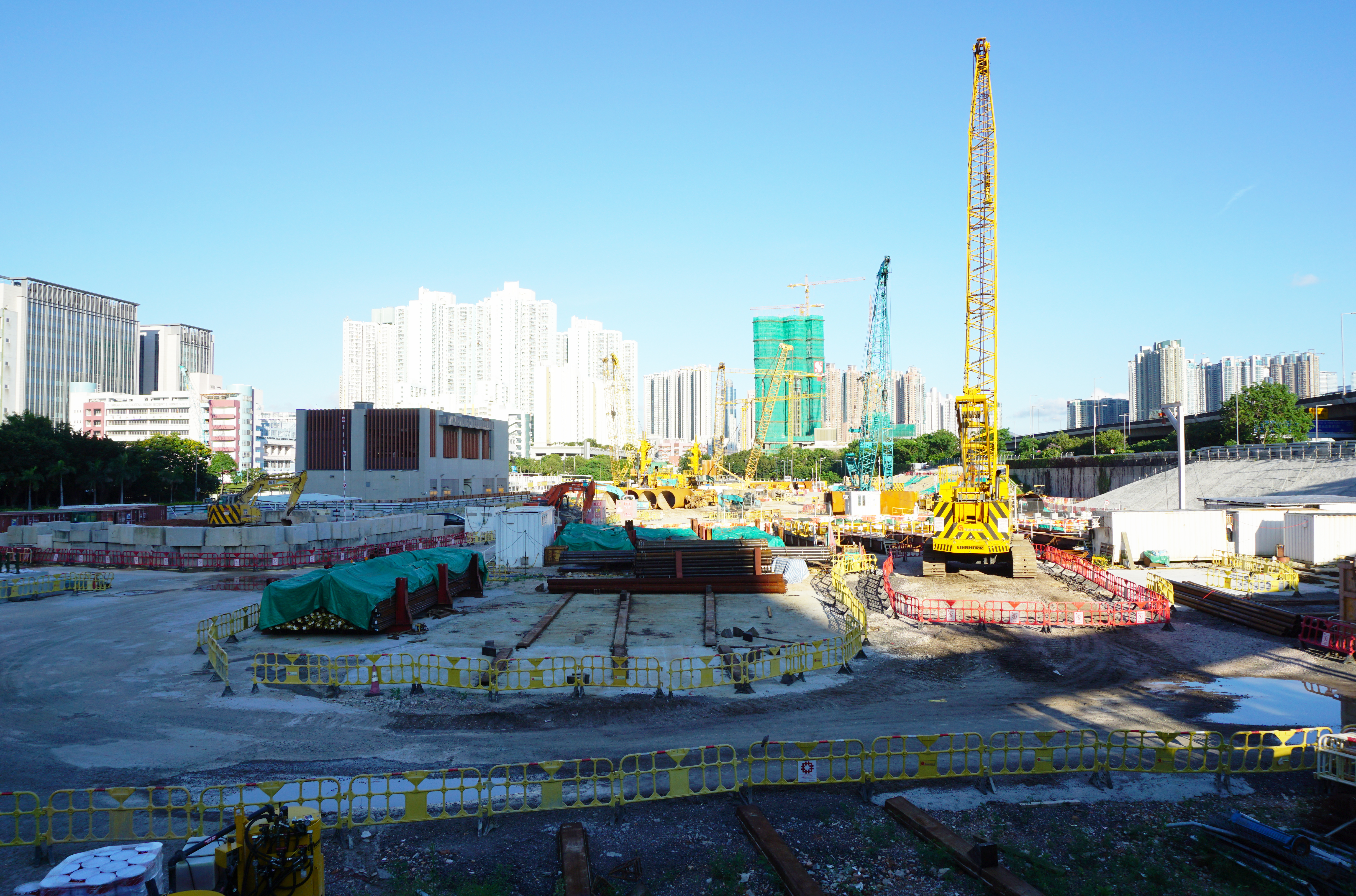
2016年6月
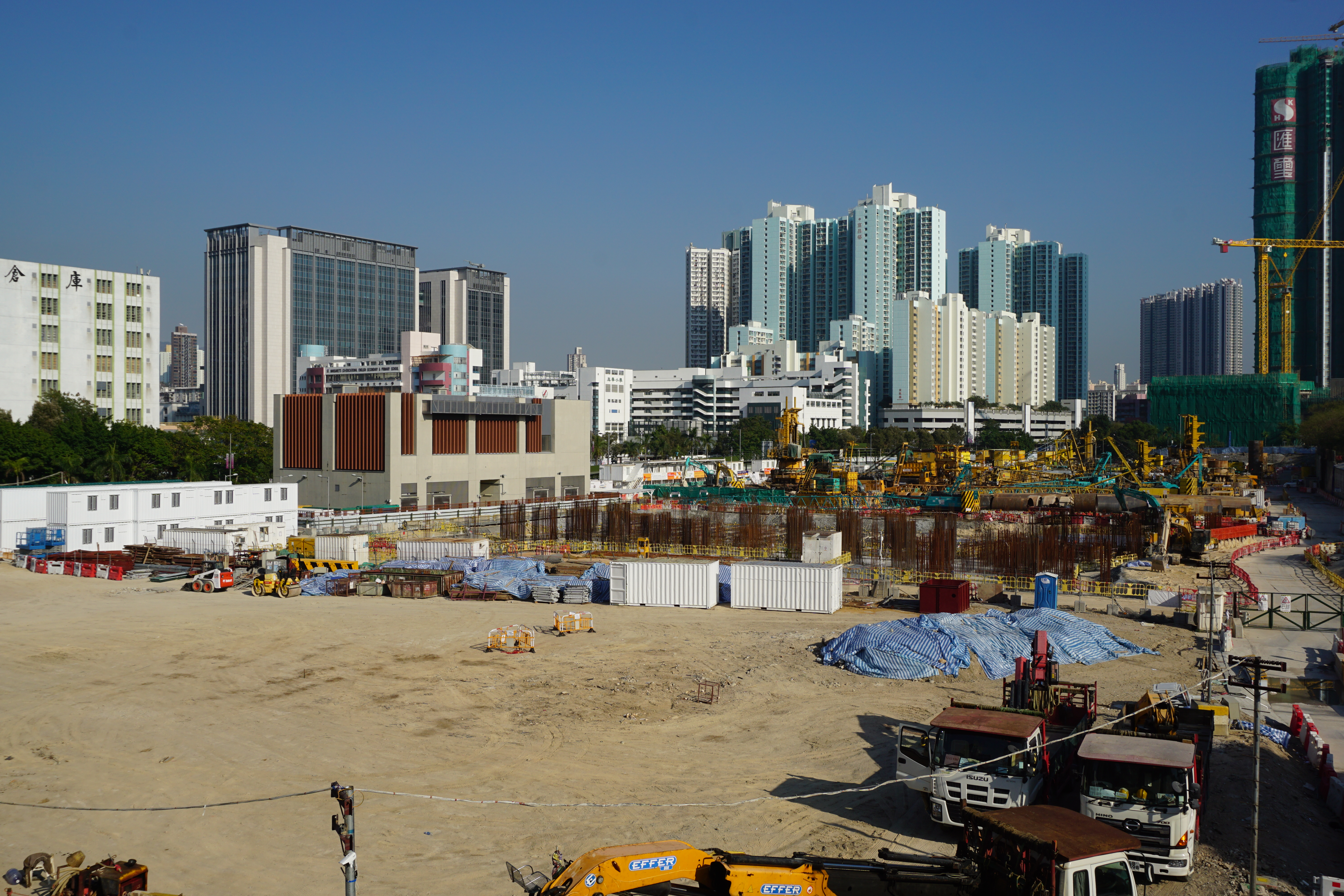
2017年1月
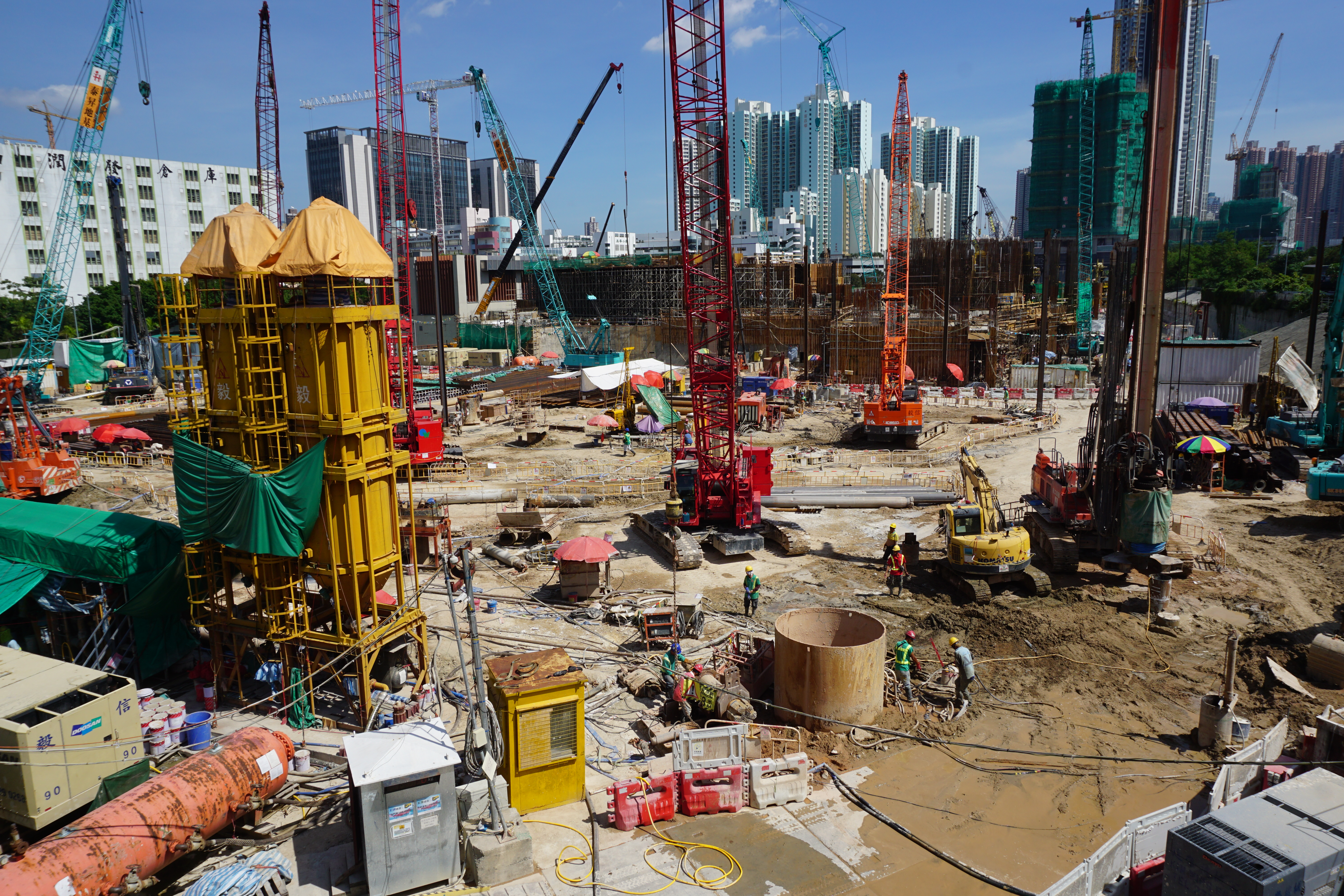
2017年10月
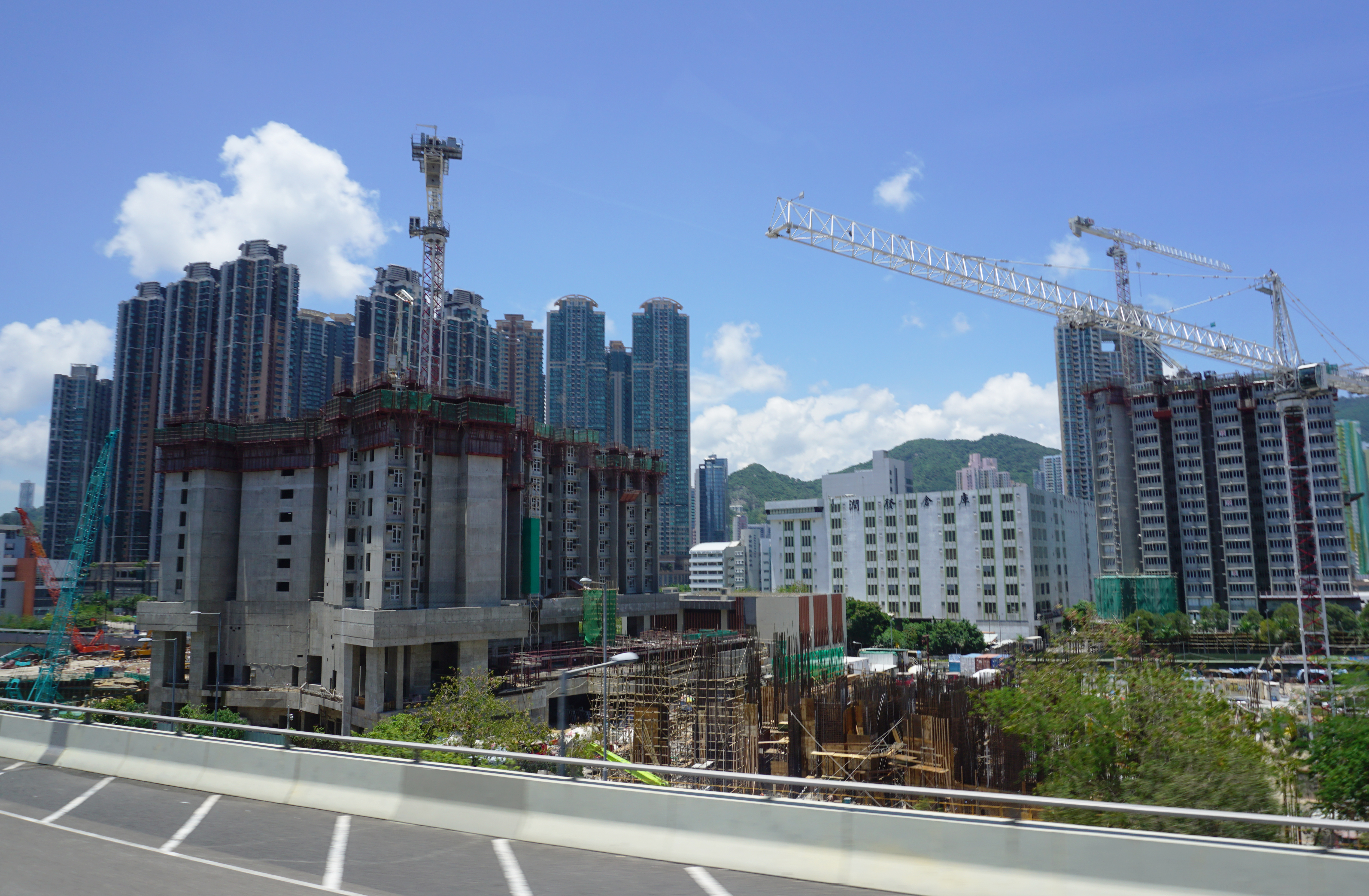
2018年5月
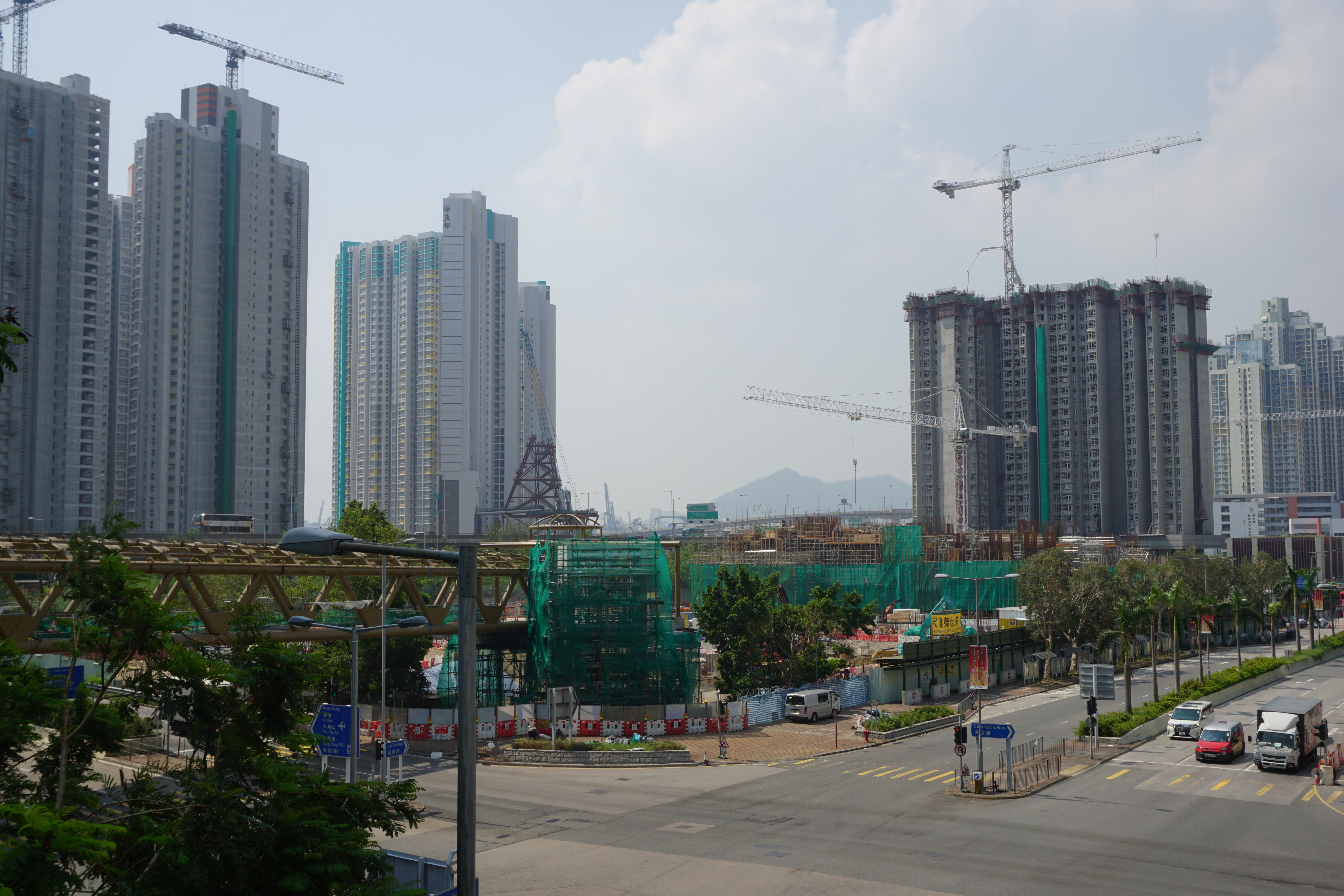
2018年10月
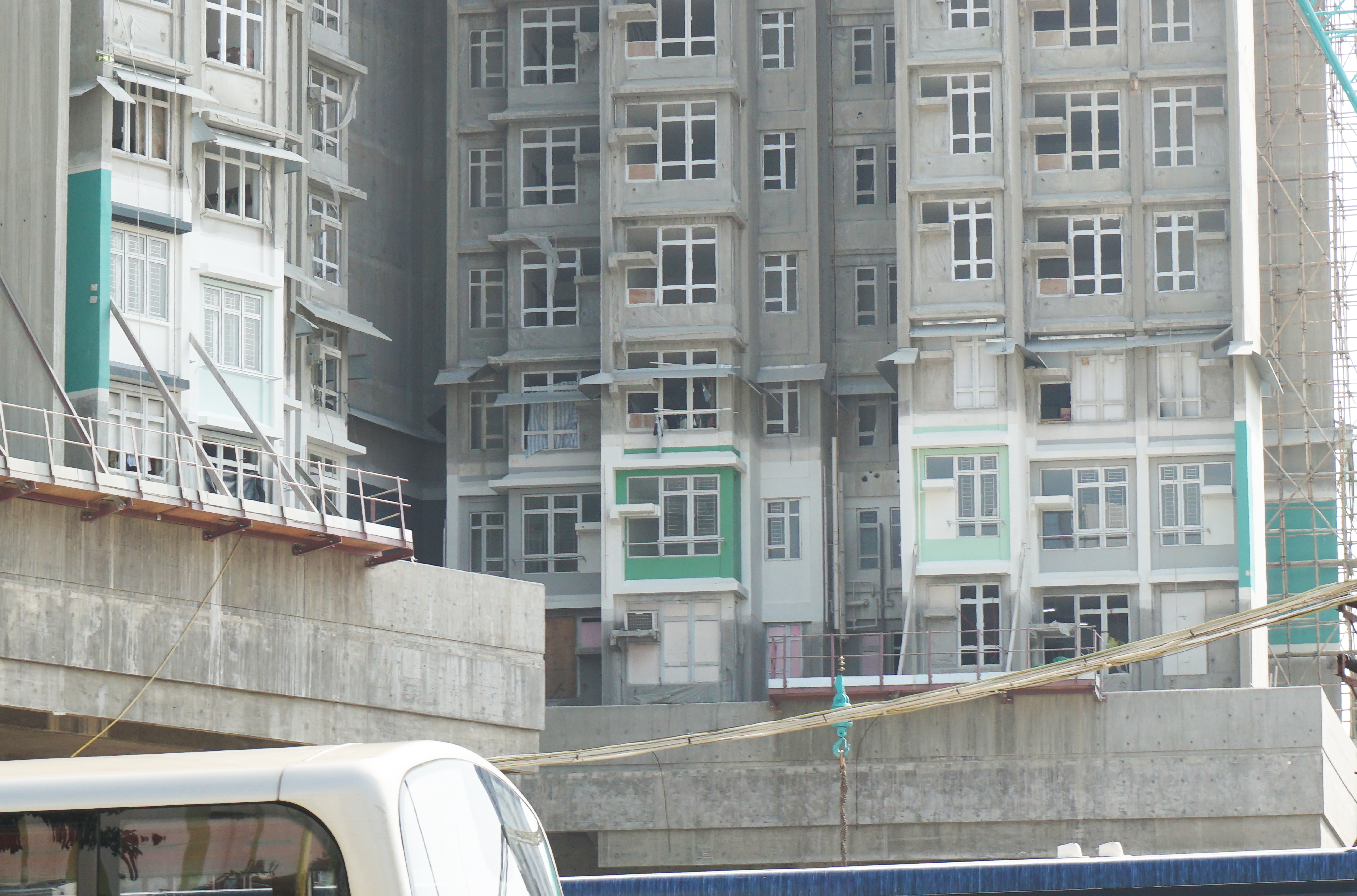
2018年10月，海達邨試色
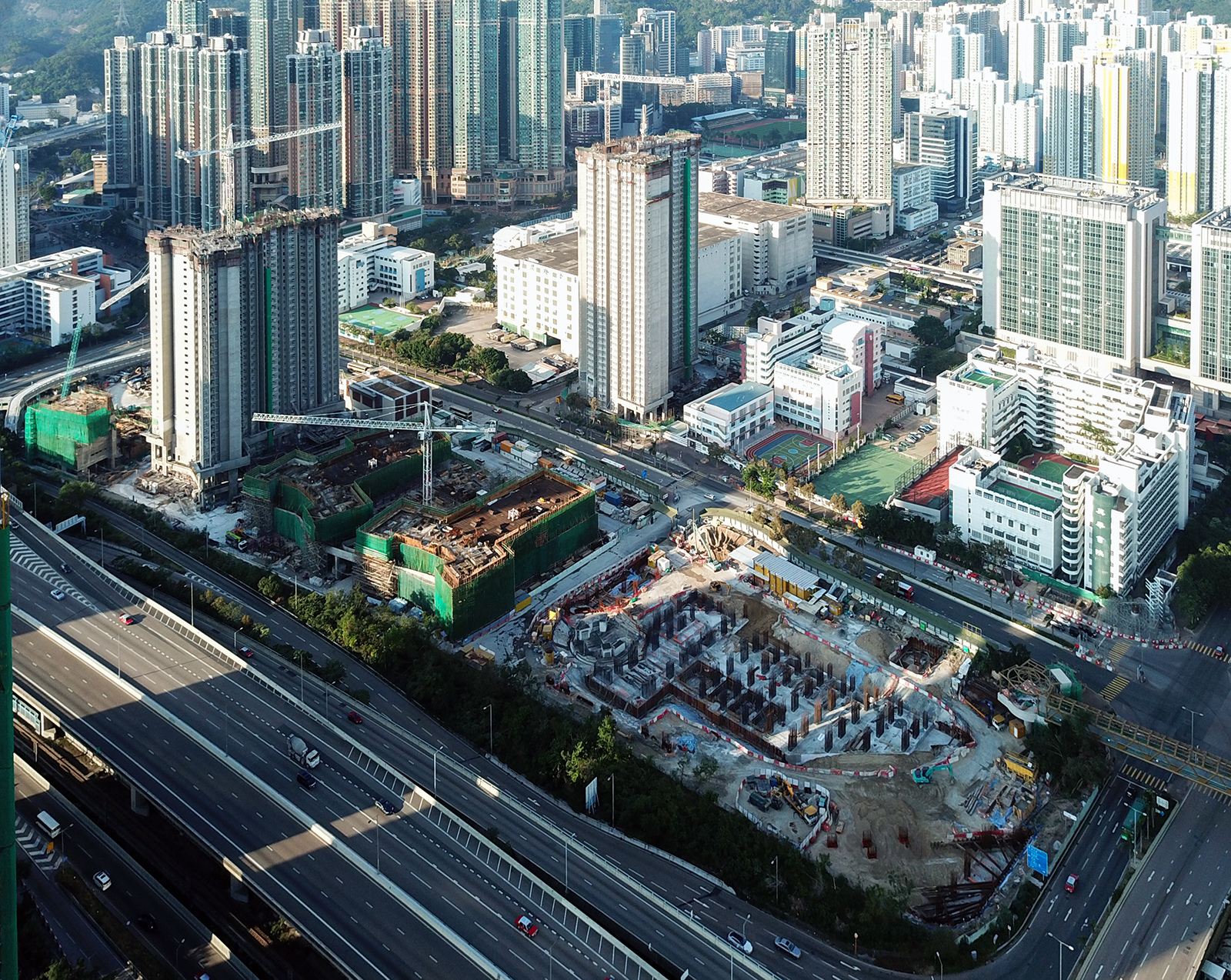
2018年11月
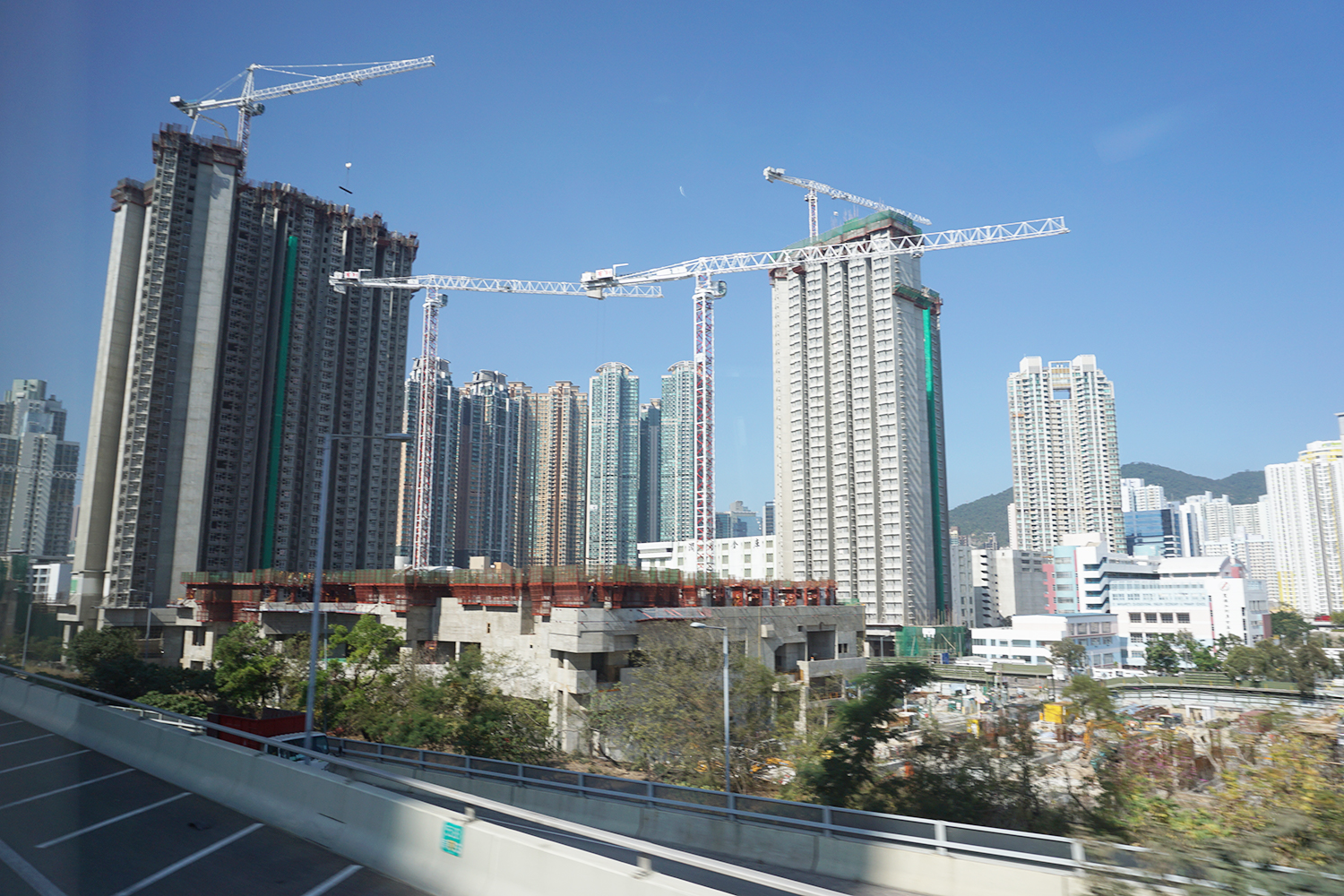
2019年1月
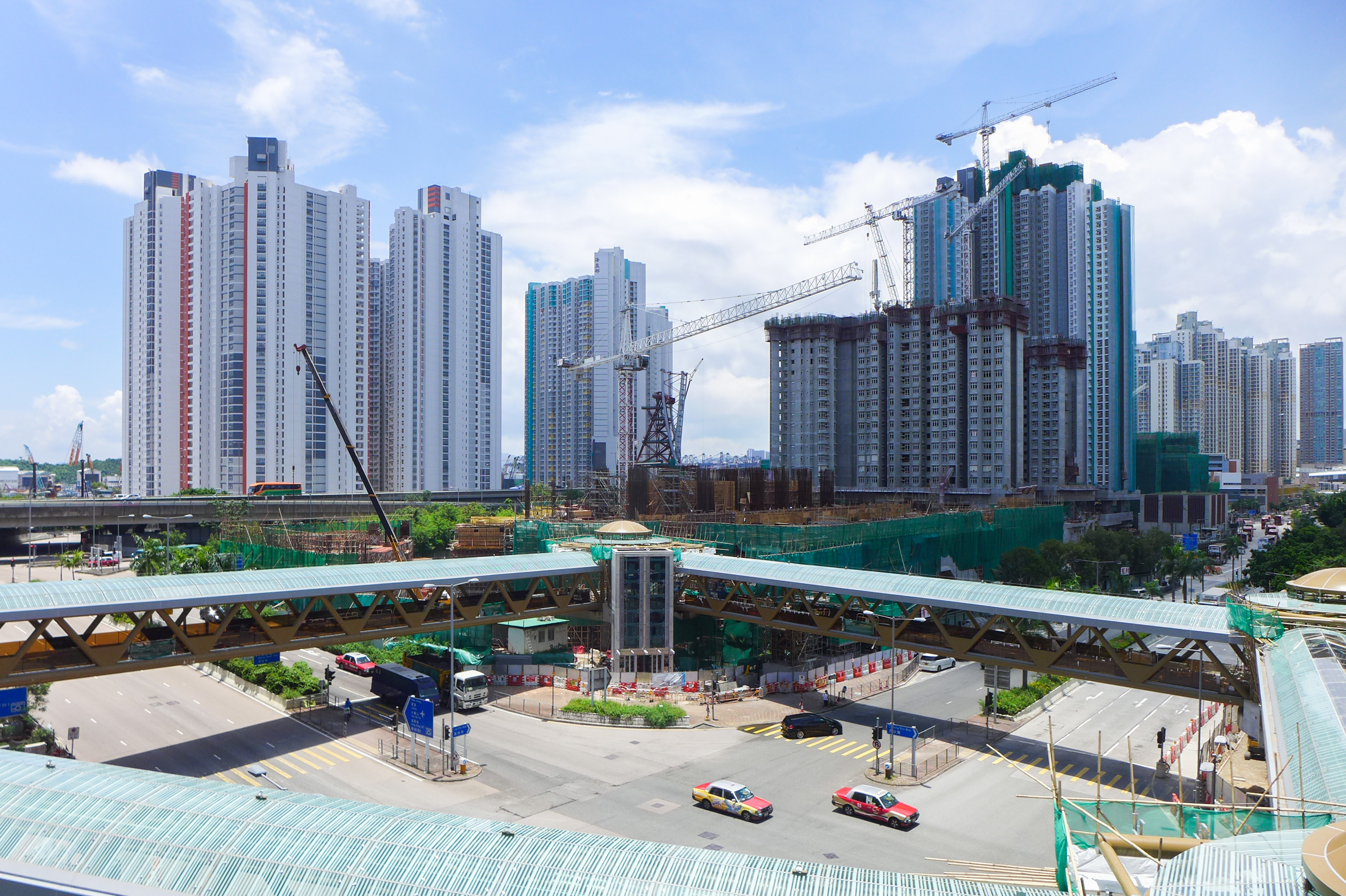
2019年7月
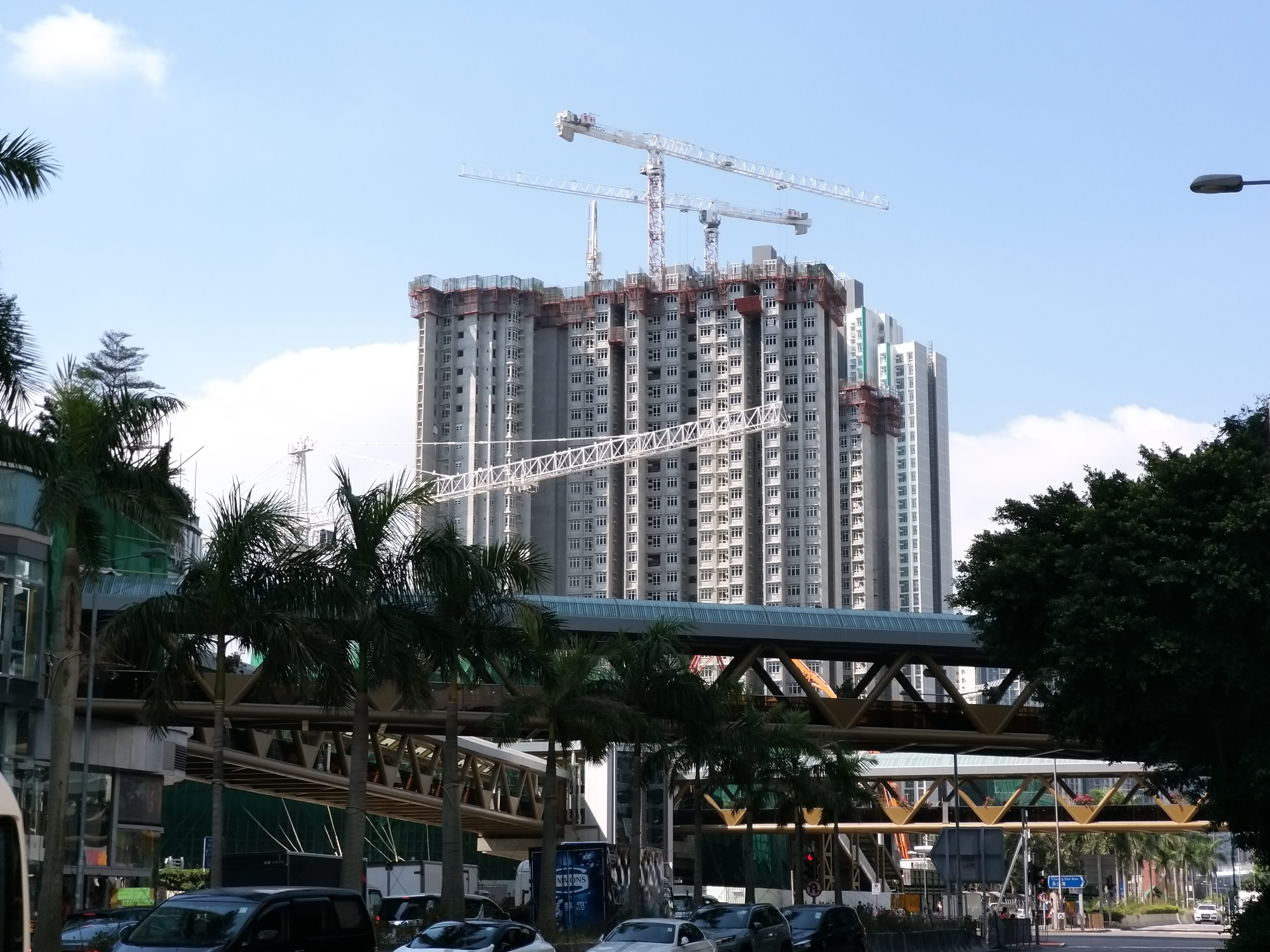
2019年11月
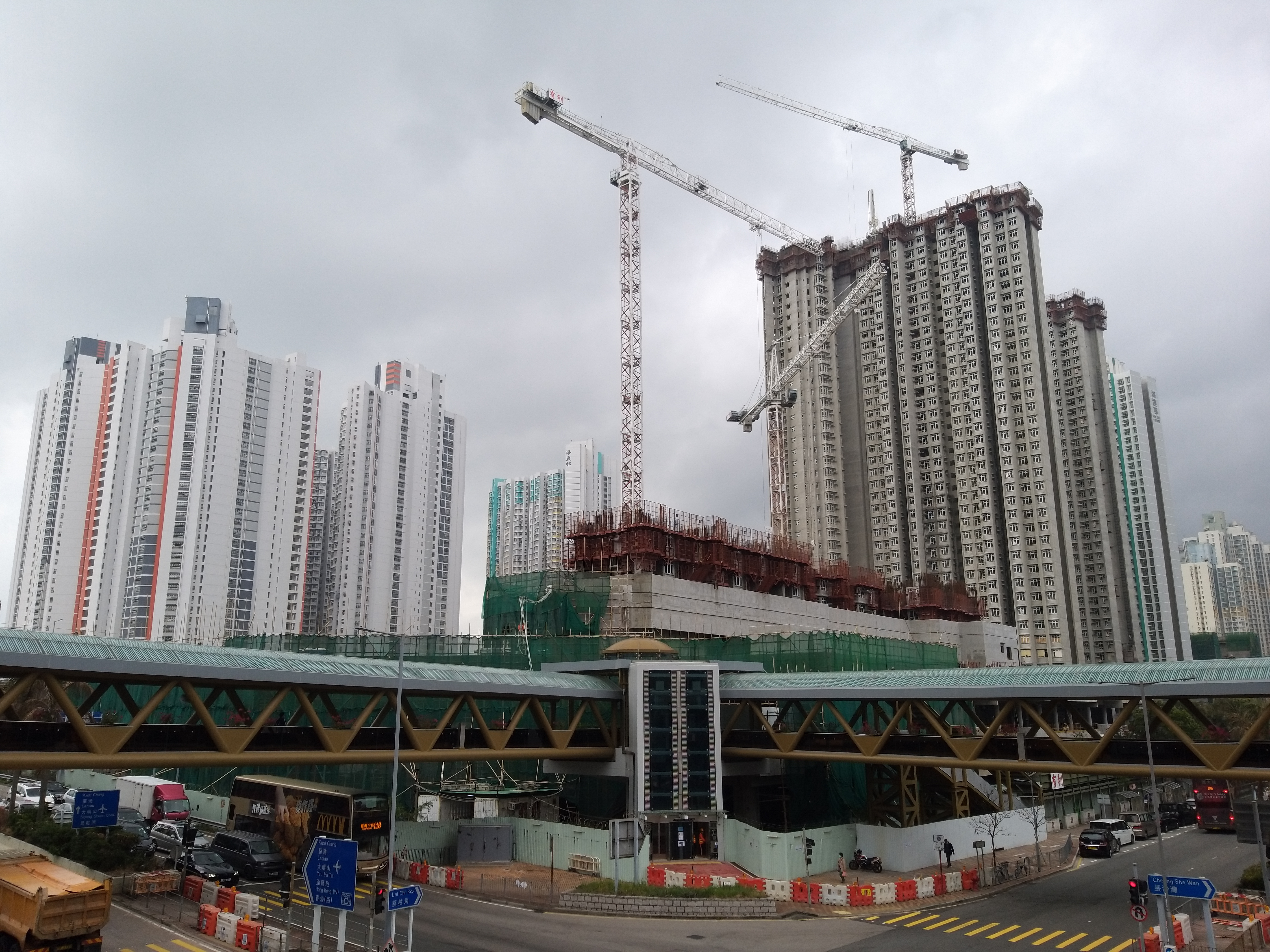
2020年2月
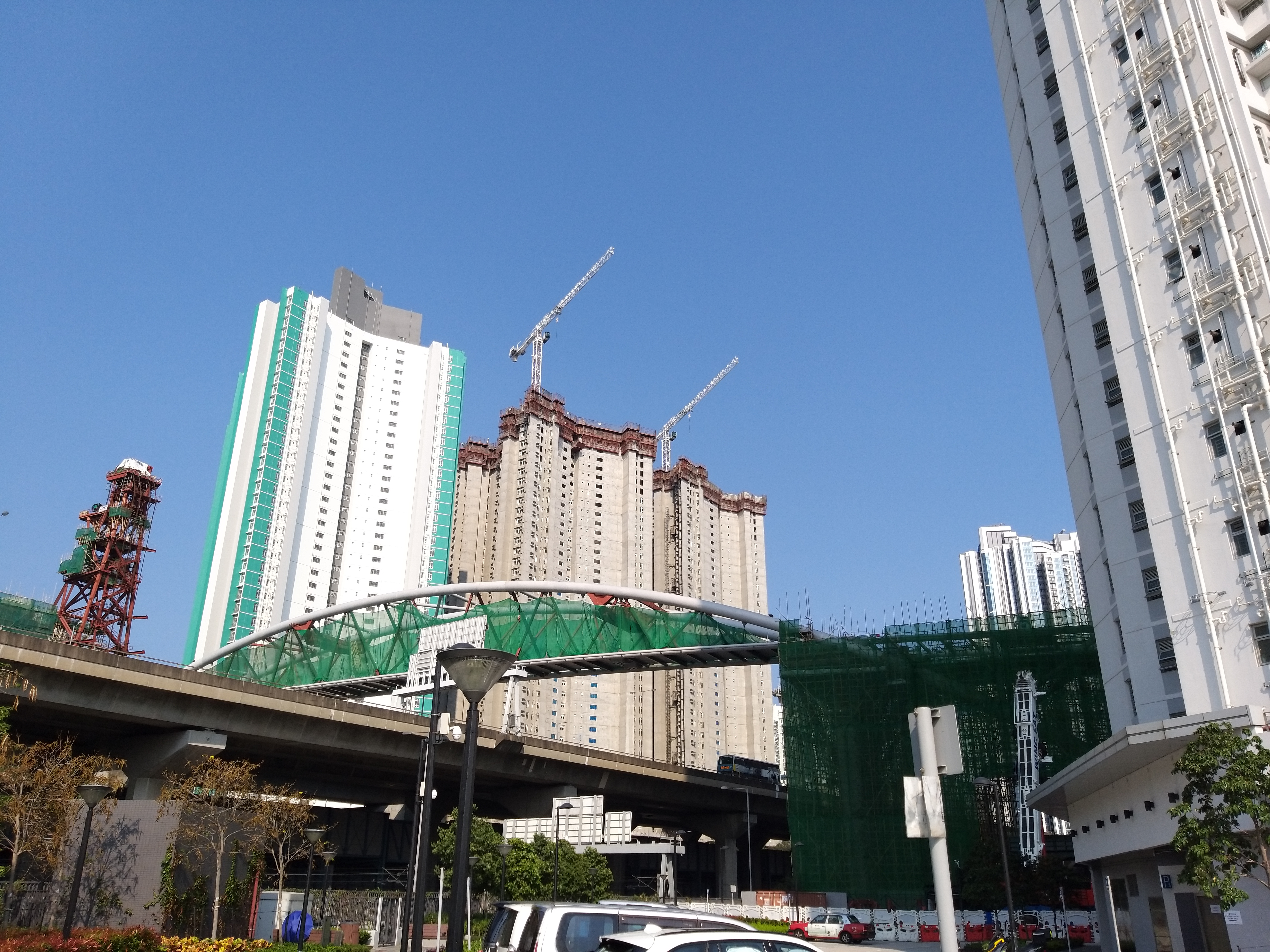
2020年3月，西南面
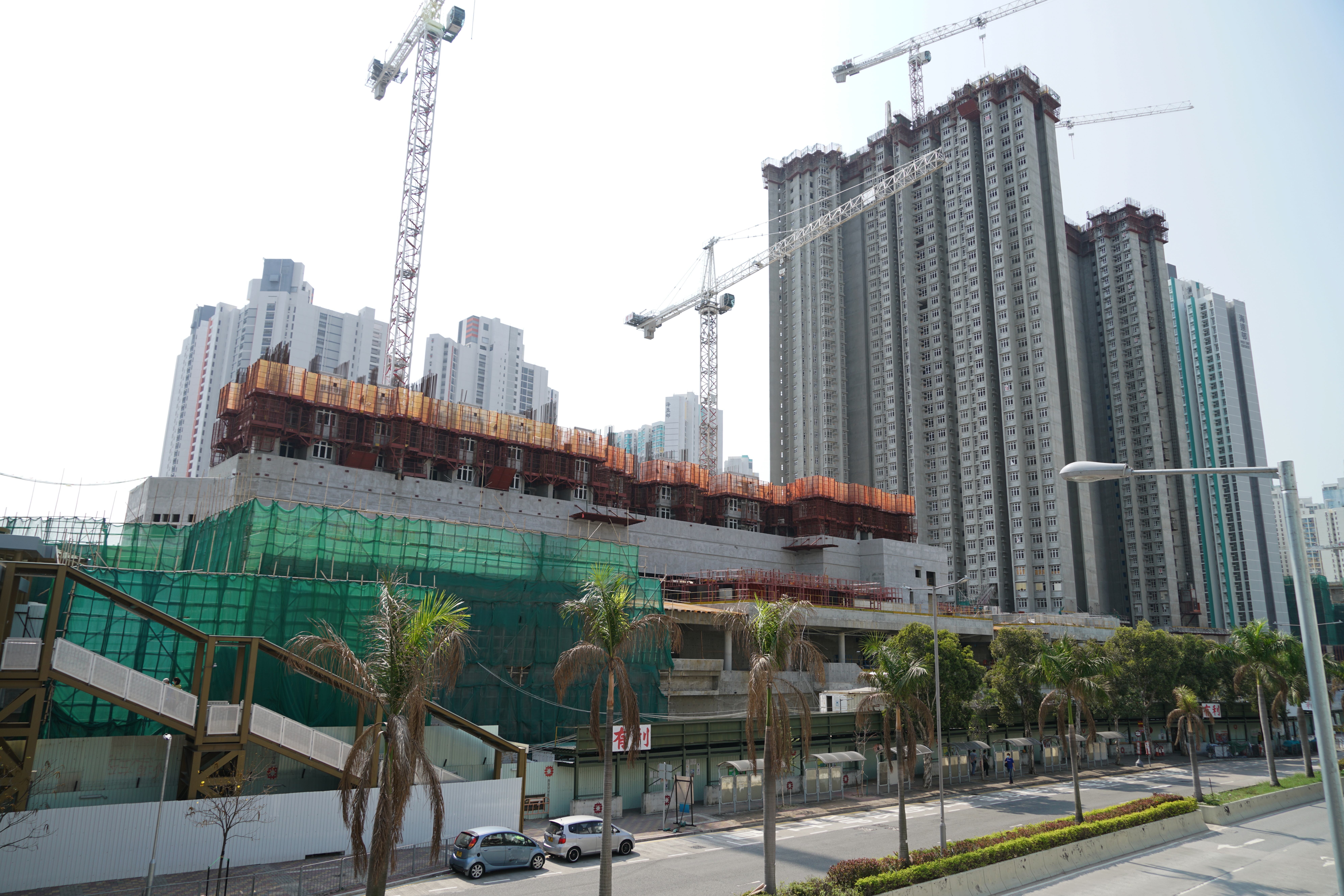
2020年3月，東北面
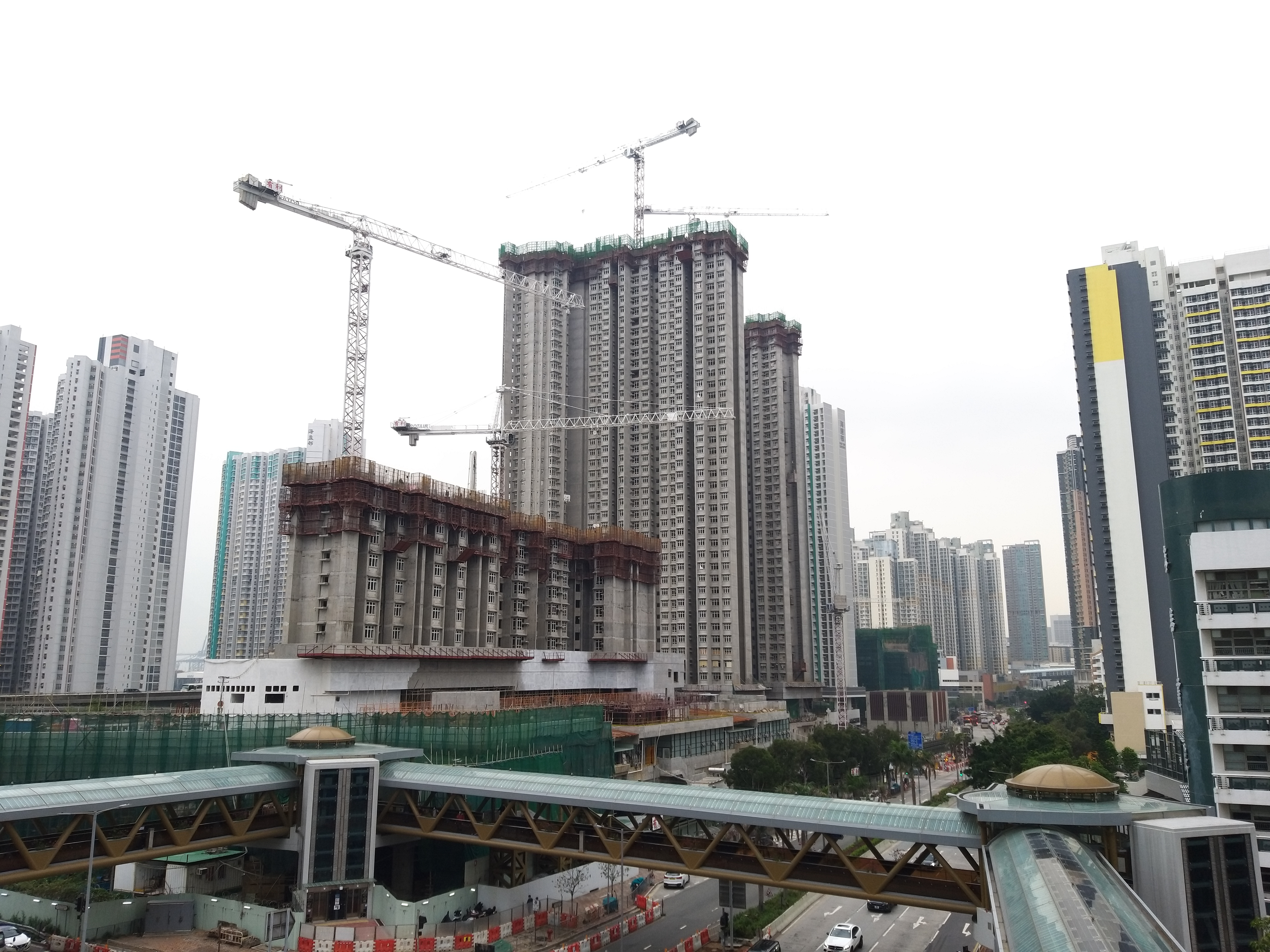
2020年4月
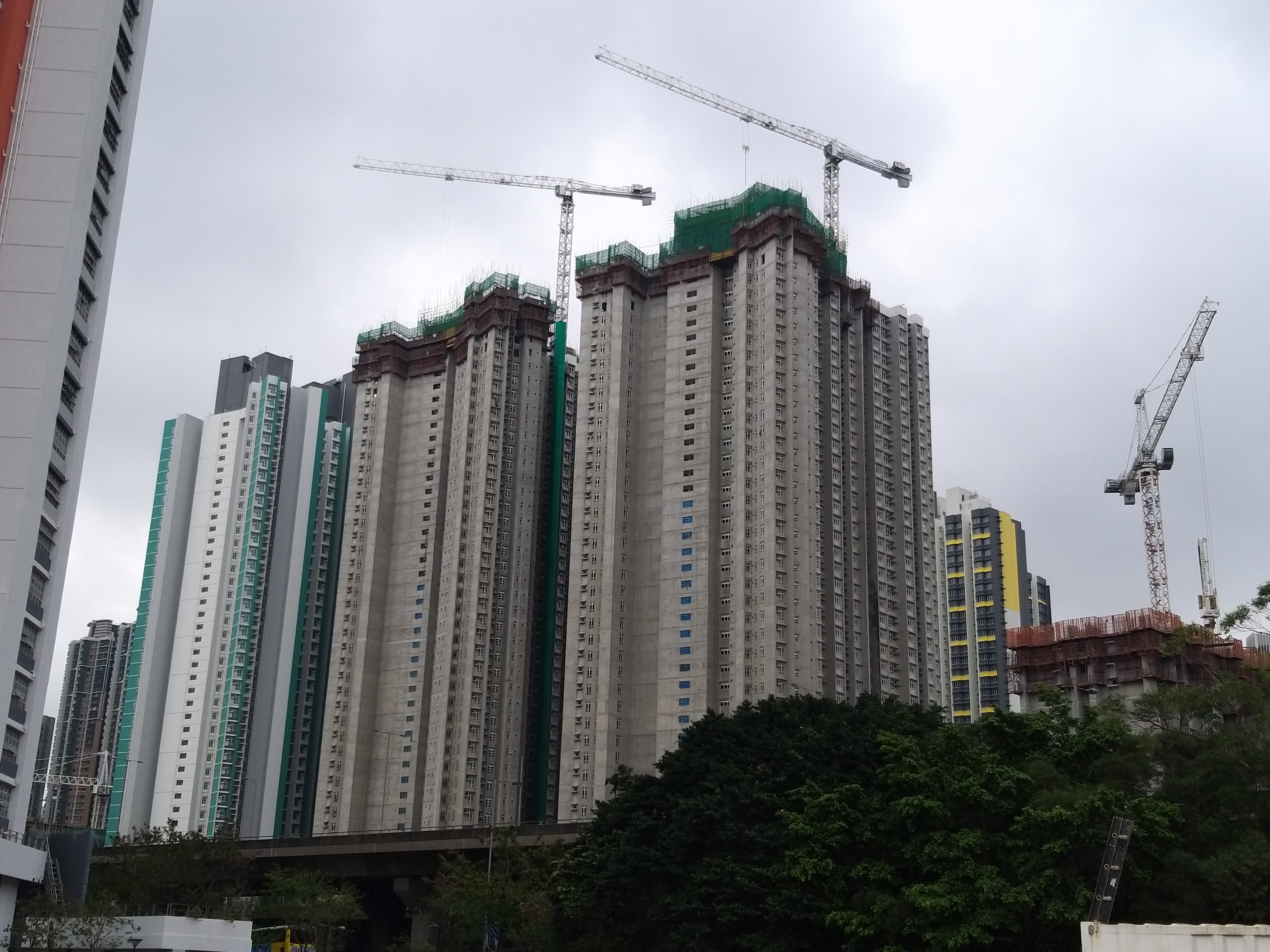
2020年5月
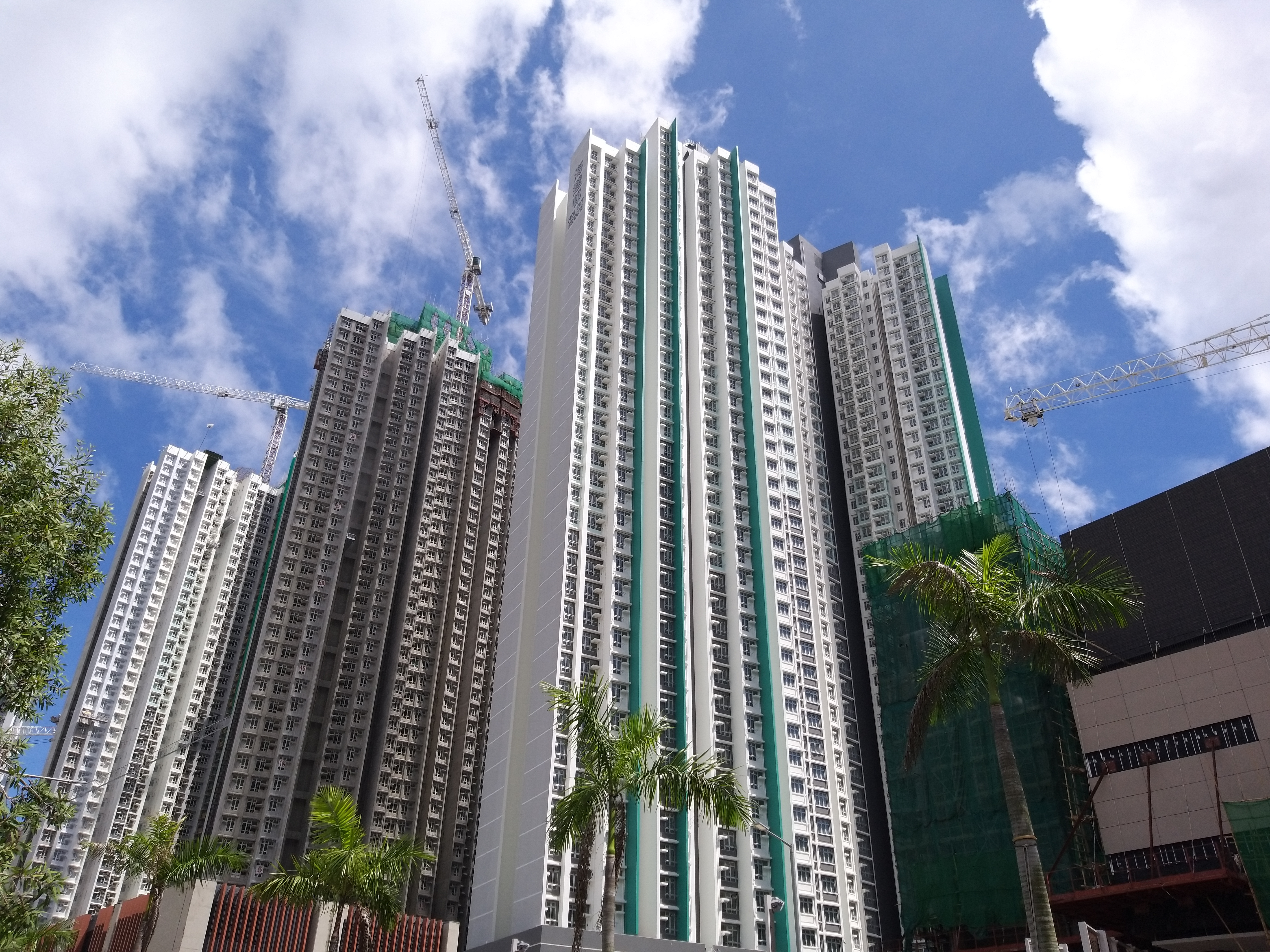
2020年6月
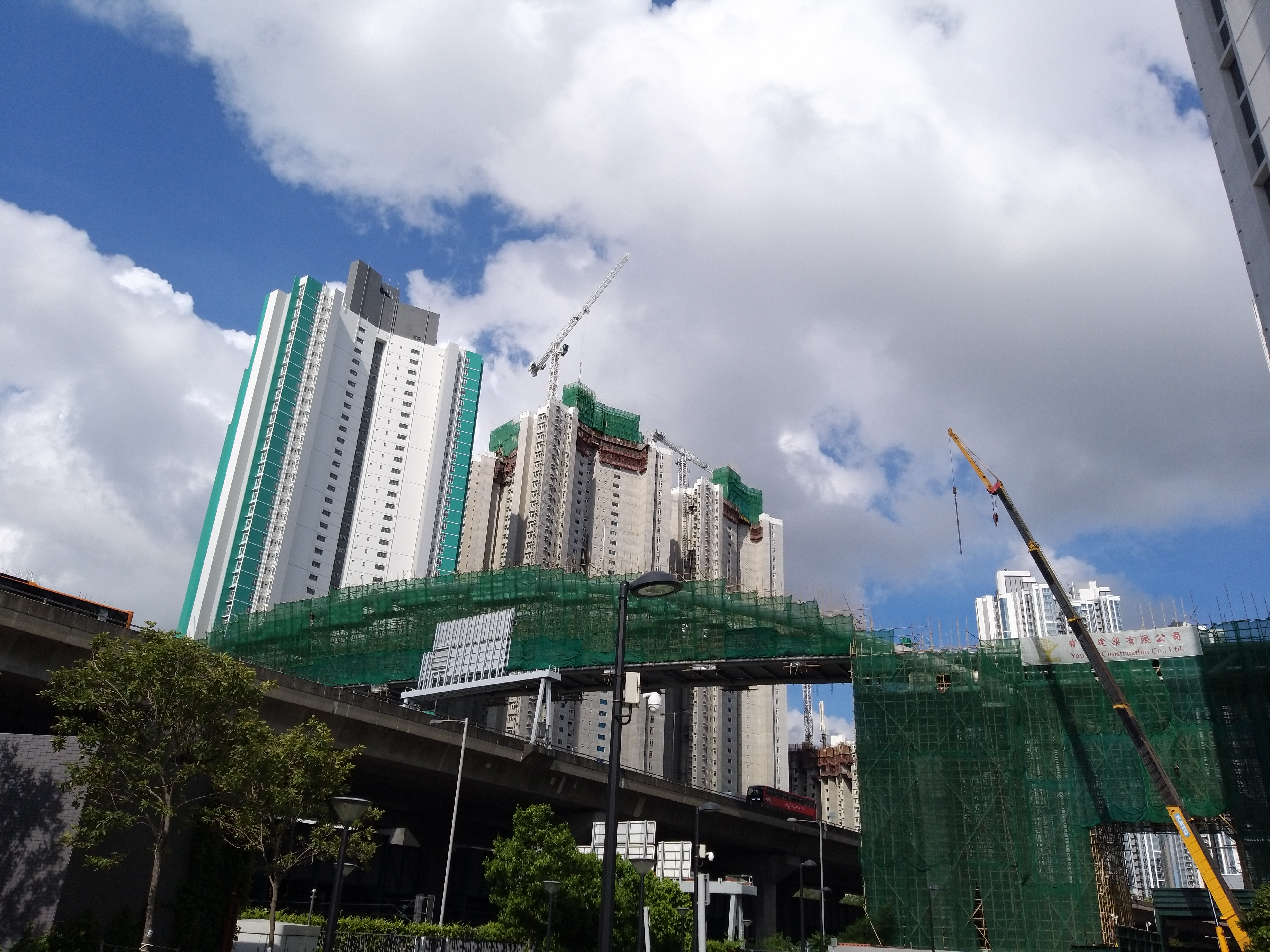
2020年7月，海達邨與連接海盈邨的行人天橋
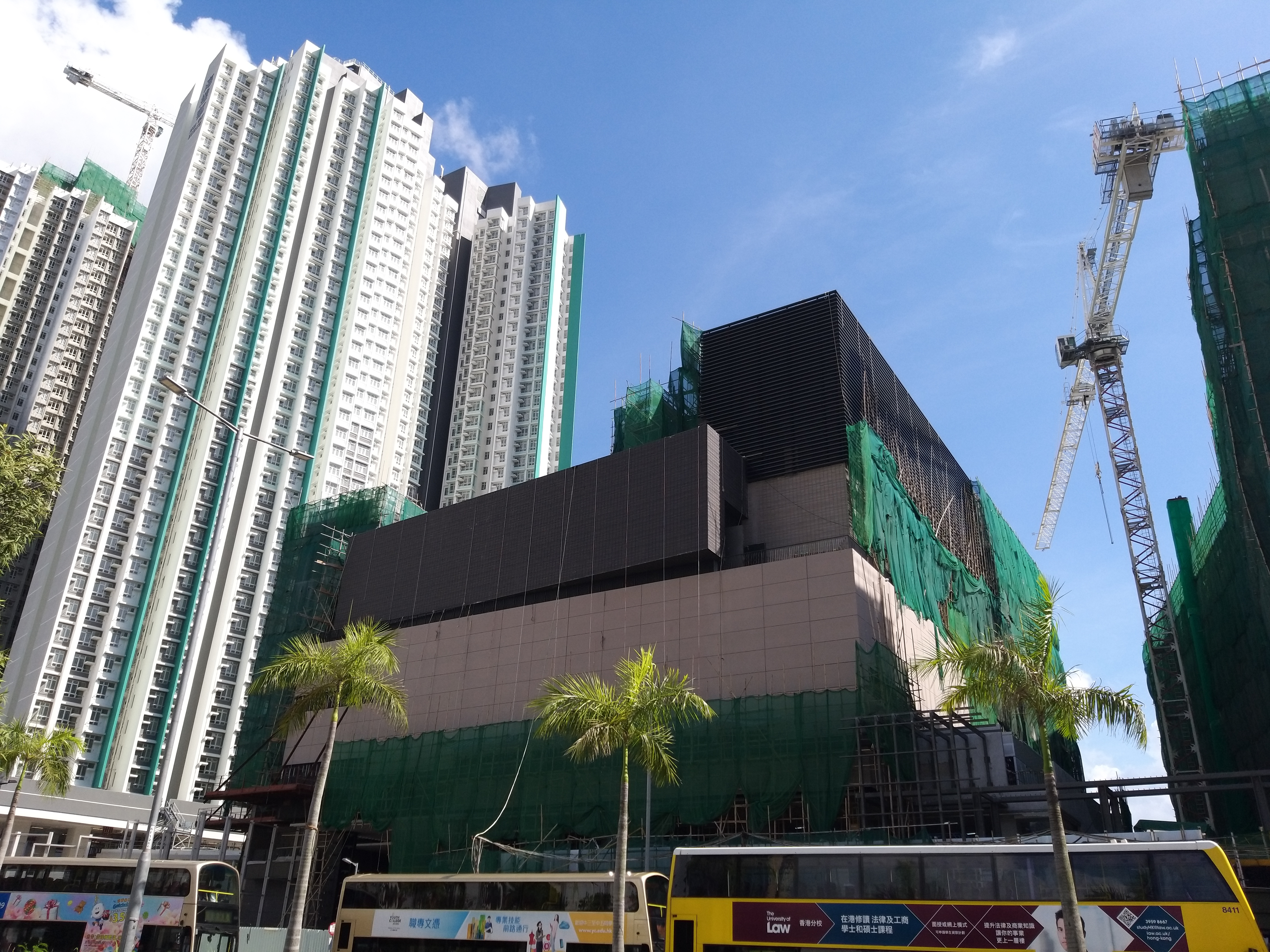
2020年7月，深水埗康樂文化大樓
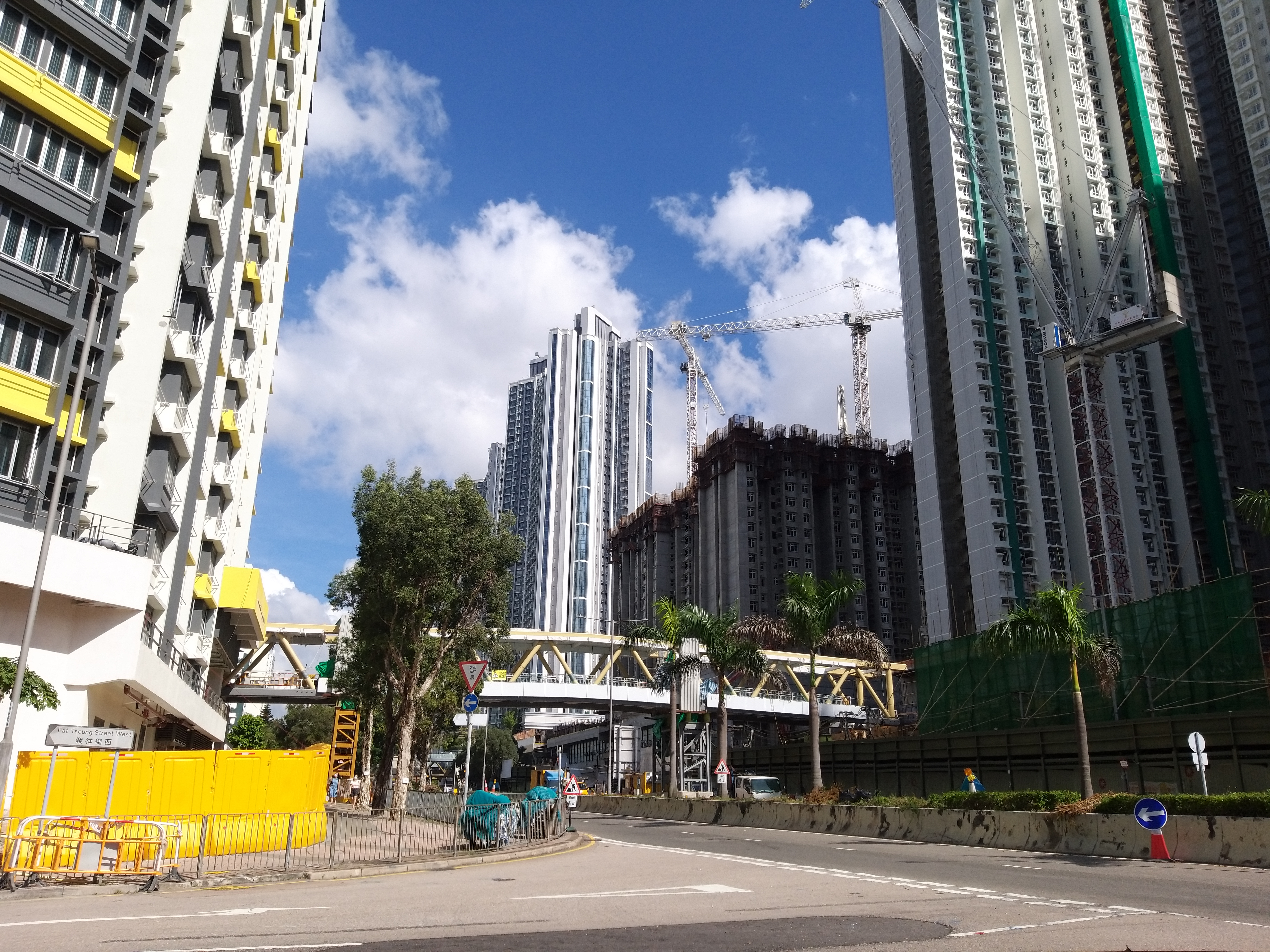
2020年7月，連接海達邨與凱德苑的行人天橋
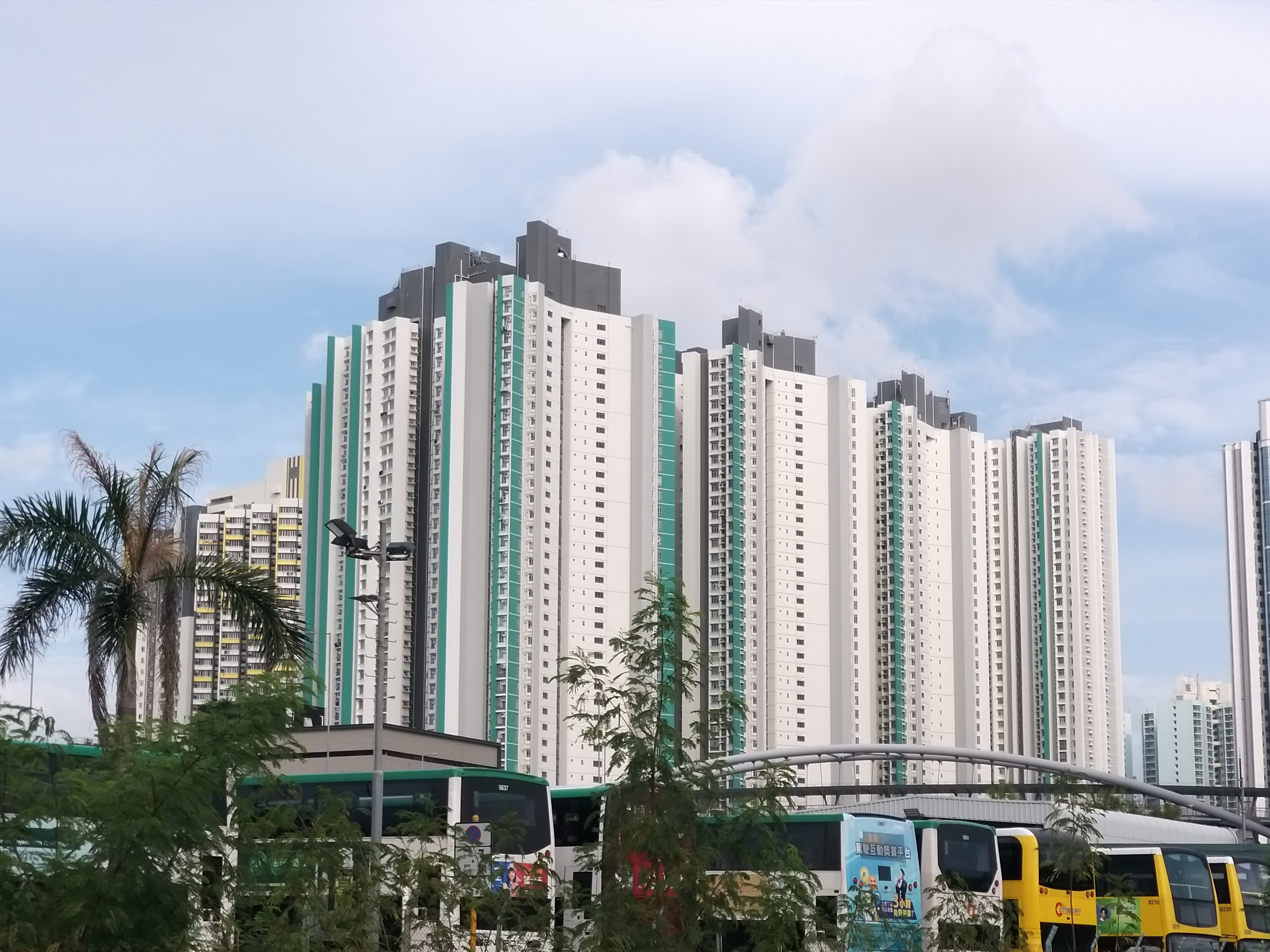
2021年10月
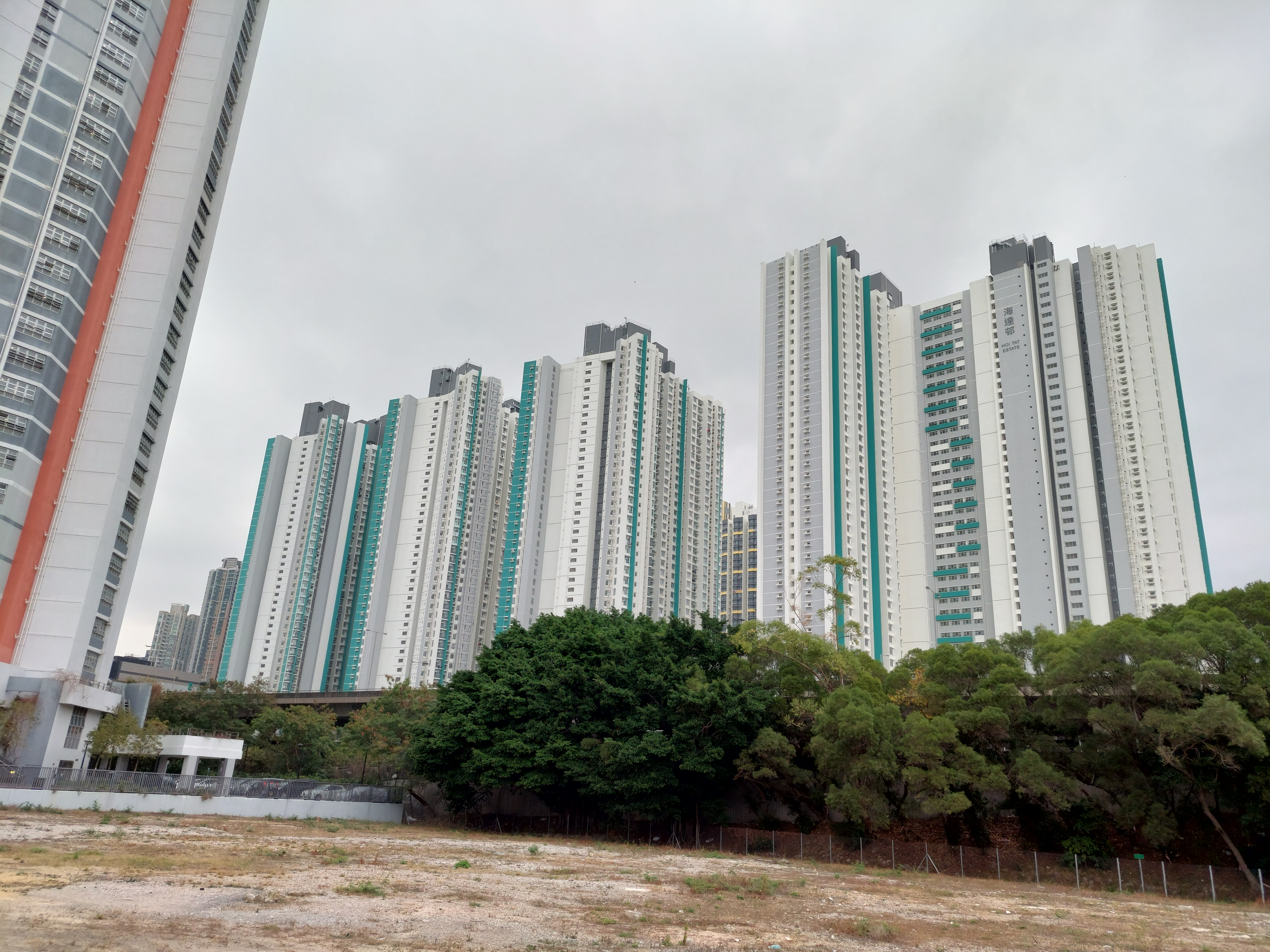
2022年1月，即將全面入伙
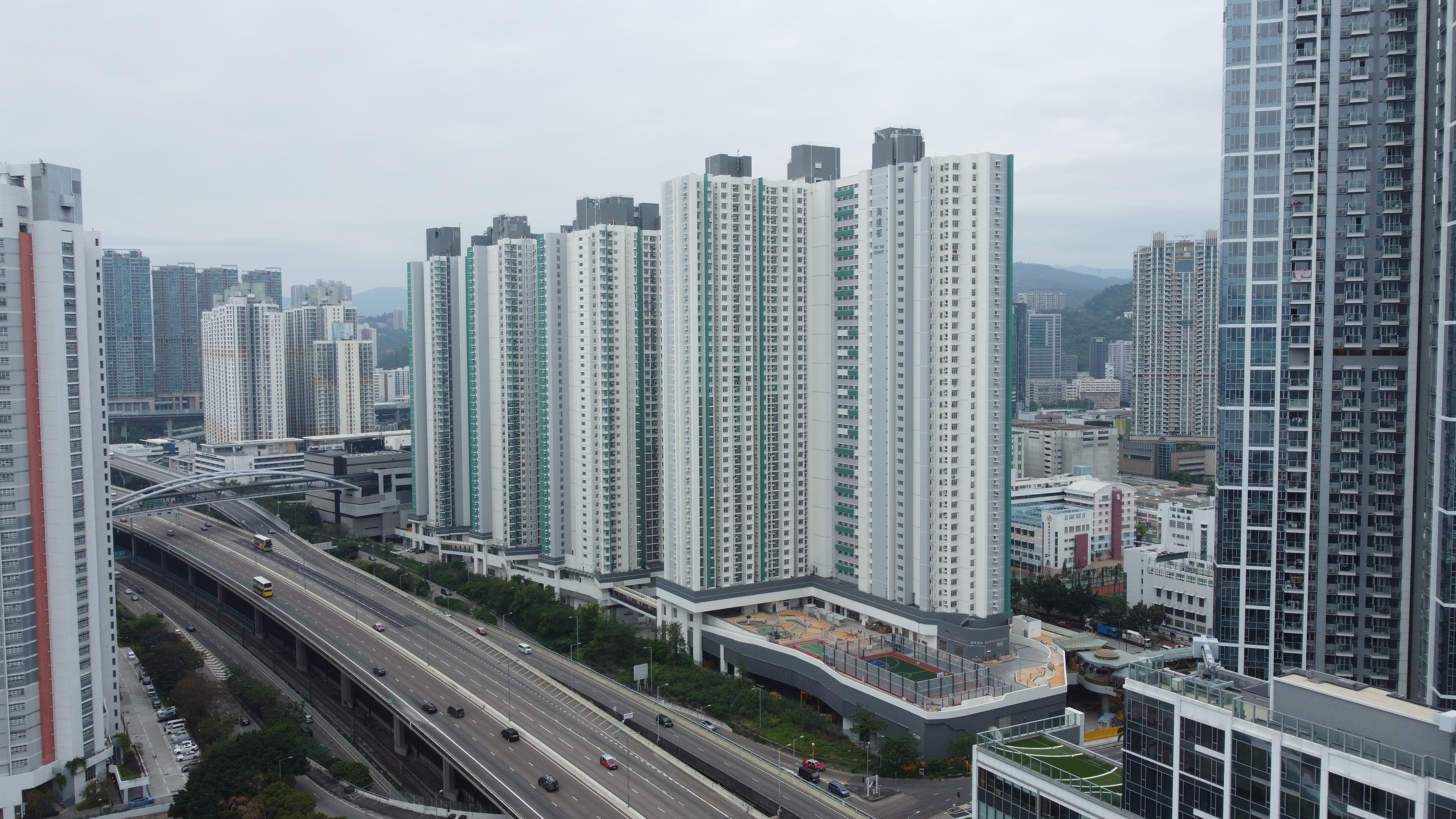
2022年4月，大致完工的海達邨

## 相關事件

### 單位多處裝上「晶片」 引起居民擔憂會被監控
2021年4月，建制團體公屋聯會在Facebook專頁帖文，指海達邨單位大門、大門鐵閘及廚房木門的對落位置裝上了「晶片」，引起居民和網民擔憂會被監控，會有竊聽或追蹤的用途，而網上獲得的資料亦不多。公屋聯會總幹事招國偉認為房署做法合理，稱晶片只能讓房署職員在環保斗和其他地方找出所屬單位是否有違規行為和拆除安全的設施，並要求有關住戶作出糾正，或要自費重裝。指相關的配套是由防火及安全角度出發，大門、鐵閘和廚房門在防火功效有重要作用。房屋署表示自2012年起建成的所有公營房屋，在預製混凝土外牆、鋁窗、木門和鐵閘等安裝具有無線射頻識別技術(RFID)的晶片，以記錄構件的生產資料、型號批次、出廠地點、日期及安裝位置等資料。不過未有回應晶片是否用來監控租戶有否拆除和進行違規改動。

## 外部連結
- 房委會物業位置及資料 海達邨（页面存档备份，存于）